# Karolingische Kunst
Als karolingische Kunst wird die Kunstform des Fränkischen Reichs zur Herrschaftszeit der Karolinger bezeichnet. Zeitlich lässt sie sich ins Frühmittelalter einordnen, von etwa 780/90 bis ins 10. Jahrhundert.
Die karolingische Kunst war stark abhängig von den jeweiligen Herrschern, unter denen sie sich weiterentwickelte und wandelte. Die wichtigsten Gattungen der karolingischen Kunst sind Architektur, Bildhauerei, Steinmetzkunst, Buchmalerei, Schatzkunst und Elfenbeinschnitzerei. Die karolingische Kunst lässt sich als Übergangsphase zwischen der Antike und dem Mittelalter verstehen und greift auf spätantike, frühchristliche, insulare und byzantinische Kunst zurück. Aus der Mischung dieser Kunsttraditionen mit Einbettung karolingischer Innovationen wurde ein formal neuer Stil geschaffen, der die folgenden Jahrhunderte maßgeblich prägte. Die im beginnenden 9. Jahrhundert entstandenen Kunstzweige erreichten in ihrer Bestehenszeit ein Maß an Vollkommenheit, an das kaum eine andere Kunstform heranreicht.
Die karolingische Kunst folgt der merowingischen Kunst und weiteren Kunstströmungen der Völkerwanderungszeit (Keltische Kunst, Langobardische Kunst und westgotische Kunst).

## Überblick

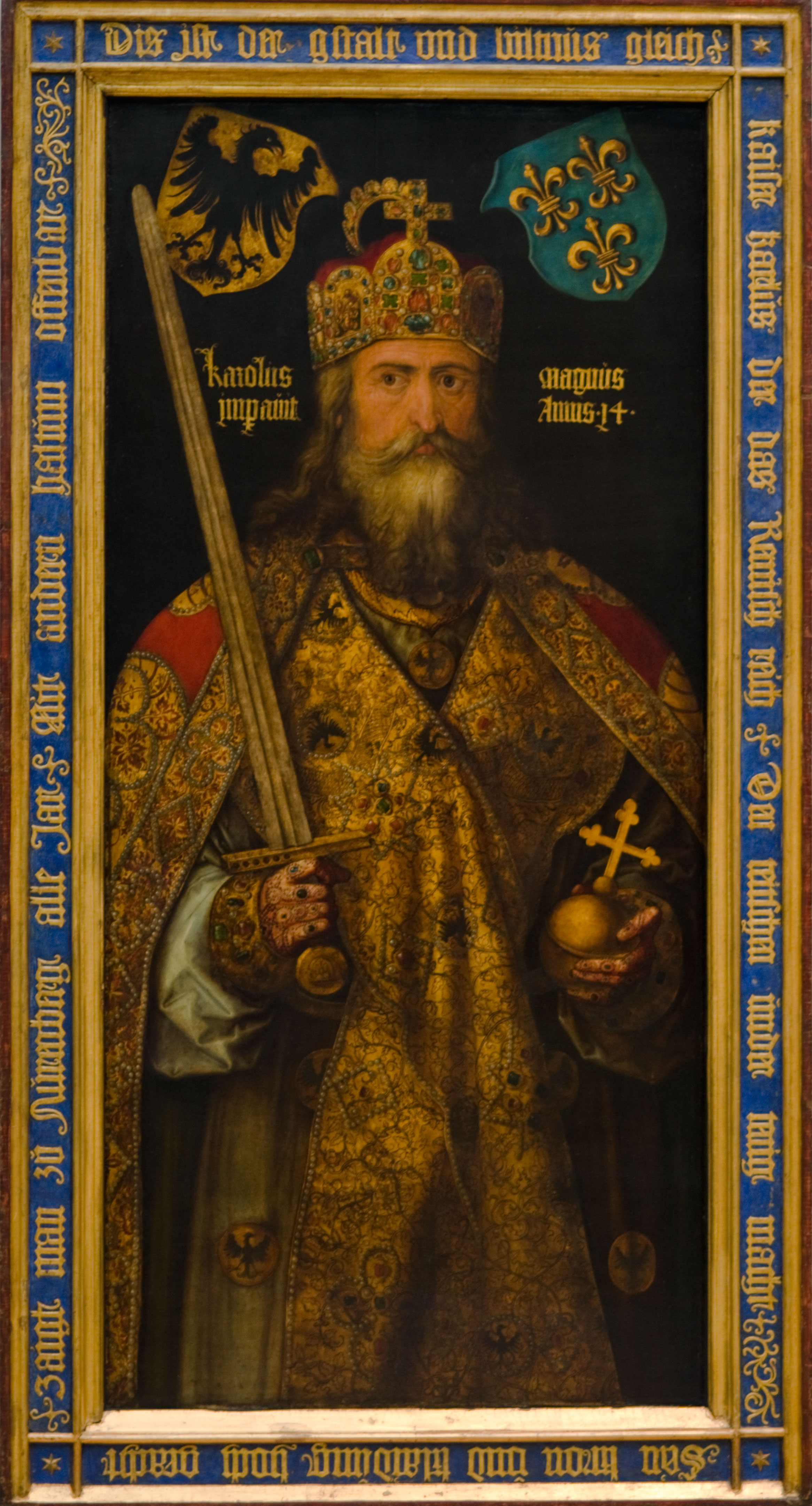
Karl der Große (Dürer, ca. 1511–1513)

Obwohl die Herrschaftszeit der Karolinger offiziell mit dem Einsetzen Pippins des Jüngeren 751 als König beginnt, kann die karolingische Kunst als eigenständige Kunstform erst unter Karl dem Großen einsetzen. Seit dem Tod seines Bruders Karlmann 771 war er Alleinherrscher über das sich rasch ausdehnende Frankenreich.
Aus Einhards Vita Karoli Magni ist bekannt, dass Karl neben seiner Muttersprache auch fließend Latein sprechen und verstehen konnte, Griechischkenntnisse besaß und rechnen konnte. Ob er jedoch schreiben konnte, ist nicht sicher belegt. Ebenso wenig ist sichergestellt, ob Karl in seiner Kindheit und Jugend kulturelle Fähigkeiten erlernte.
Karls Interessen als Erwachsener waren jedoch umso vielseitiger, er studierte Rhetorik, Dialektik und Astronomie. Sein eigenes wissenschaftliches Interesse war von großer Bedeutung für die kommenden Umbrüche im fränkischen Reich, was Bildung, Wissenschaft und Kunst betrifft.
Die Bildungsinitiative Karls begann nach seinem Italienfeldzug im Jahre 774, bei dem er bedeutende langobardische Gelehrte für sich gewinnen konnte. Er traf dort auch auf Alkuin, der zu einem der wichtigsten Berater des Königs wurde.
Bei seinen weiteren Aufenthalten in Italien wurde Karl der große Handlungsbedarf im fränkischen Reich bewusst. Lehrer und Schulen waren kaum vorhanden, die Lateinkenntnisse (im Besonderen bei Klerikern) schwanden und verfälschten sich immer mehr, sodass Karl sich vor einer Fehlwirkung der heiligen Worte fürchtete.
Das von Karl dem Großen geförderte Aufblühen der Wissenschaften, dazu zählen auch die freien Künste (Grammatik, Rhetorik, Dialektik, Arithmetik, Geometrie, Musik, Astronomie), kann den zahlreichen ausländischen Gelehrten zugeschrieben werden (hauptsächlich aus Italien, England und Spanien stammend; den geringsten Anteil bildeten die Franken selbst). Die Pflege der Wissenschaften geschah jedoch nicht um ihrer selbst willen, sondern zur Verbesserung der Klerikerausbildung. Die gegründeten Schulen waren hauptsächlich für zukünftige Priester und Bischöfe gedacht.
Gemeinsam arbeiteten Karl der Große und seine Berater 786 ein 80 Kapitel umfassendes Werk aus, das drei Grundprinzipien zur Aufbesserung der Bildung im fränkischen Reich festlegte:
- Errata corrigere (Fehler verbessern)
- Superflua abscindere (das Überflüssige beseitigen)
- Recta cohartare (das Richtige bekräftigen)

Unter diesem Programm sind circa 10.000 Manuskripte entstanden. Auch auf Papyrus überlieferte Texte aus der Antike (Reden Ciceros, Texte der Kirchenväter, Traktate von Ovid etc.) wurden kopiert. Diese umfassende Reform sicherte etliche Texte, besonders die aus der Antike, die sonst vermutlich für immer verloren gegangen wären.

## Übergang von der merowingischen zur karolingischen Kunst

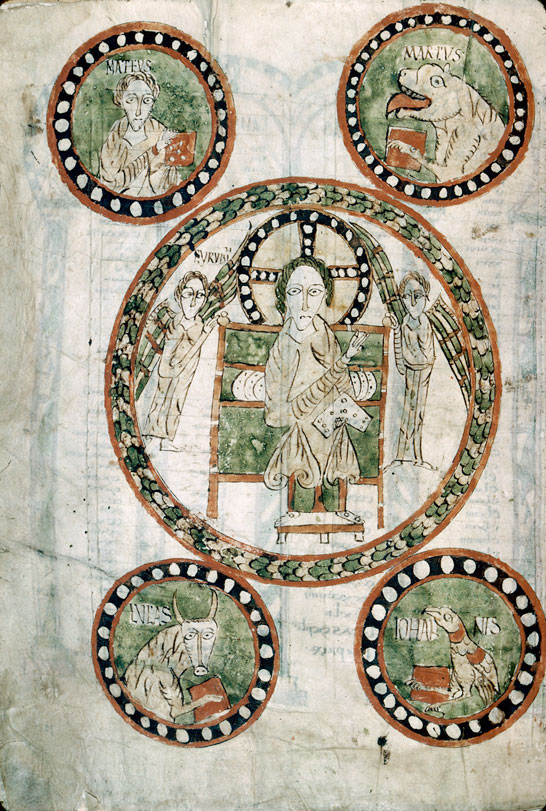
Beispiel für merowingische Buchkunst

Im Gegensatz zur karolingischen ist die vorangegangene merowingische Kunst deutlich weniger prunkvoll und die Kunstobjekte mit weniger Kostbarkeiten verziert. Erst in karolingischer Zeit entwickelte sich das Bedürfnis nach Prunk und der Darstellung von Reichtum in der Kunst. Charakteristisch für den Übergang sind neue Formen und Gegenstände und die Entwicklung der Liturgie.
Während die Merowinger von Silbertauschierungen Gebrauch machten, begannen die Karolinger mit Emaille zu arbeiten.
Auch die Orte der Kunstproduktion verlagerten sich. Zur Zeit der Merowinger waren ausschließlich die Klöster für die Herstellung von Kunst verantwortlich. Zwar nahmen Klöster unter Karl dem Großen weiterhin eine Rolle in der Kunst ein, die Produktionsstätten verlagerten sich jedoch zunehmend mehr an die Hofschulen.

## Architektur
siehe auch: Liste karolingischer Bauwerke

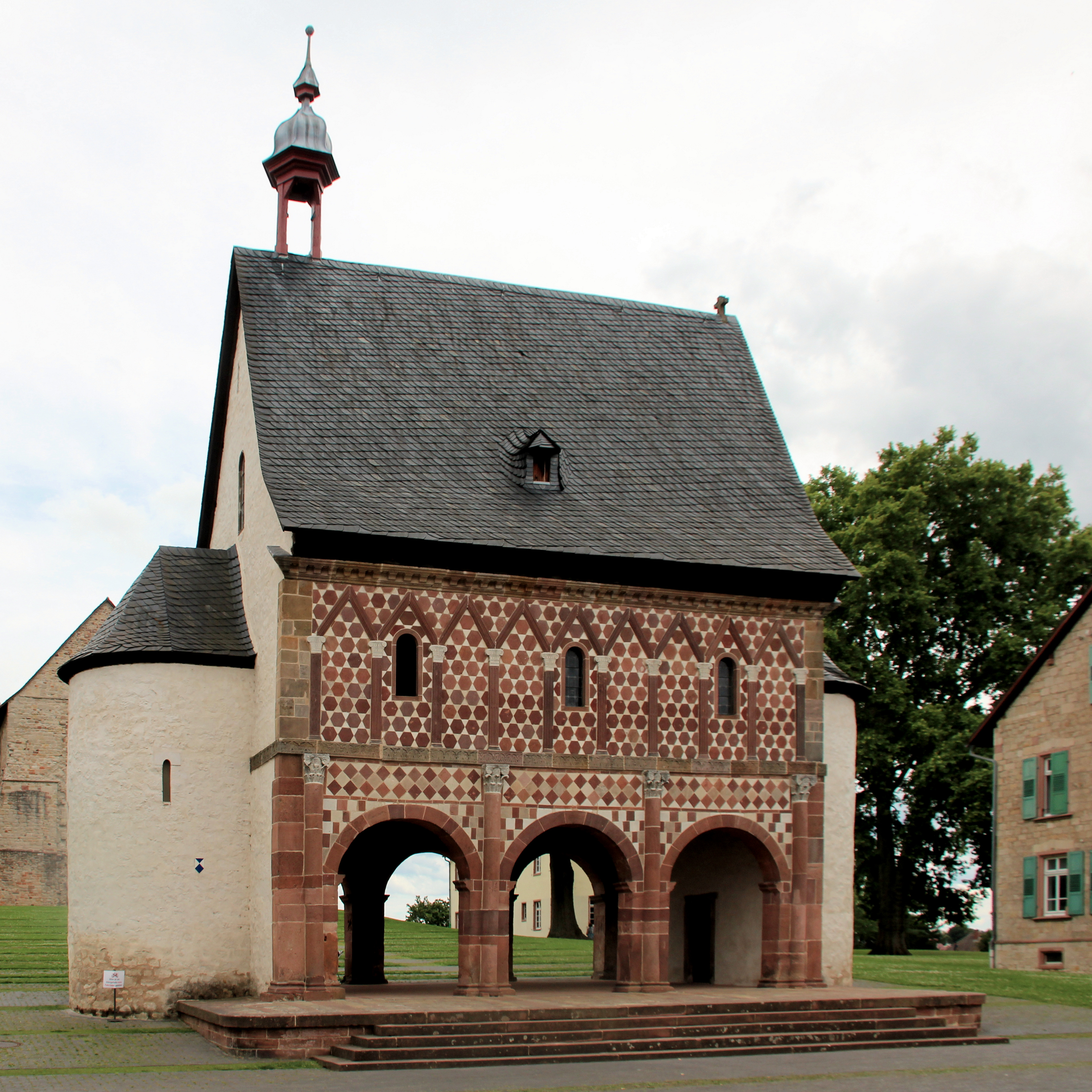
Beispiel karolingischer Architektur: die Torhalle in Lorsch (um 900 erbaut)

Bereits ab dem 6. Jahrhundert gab es Versuche, die antiken Bautraditionen nachzuahmen, die jedoch scheiterten. Erst unter Karl dem Großen wurde der Fortschritt dadurch gefördert, dass bewusst an die Vergangenheit angeknüpft wurde. Keiner der großen Bauten der karolingischen Epoche konnte ohne das mächtige Zutun Karls des Großen entstehen, da er die Architektur nicht bloß durch persönliches Bestreben, sondern auch durch die Zurverfügungstellung seines Geldes förderte.
Sowohl der römische, oberitalienische als auch der byzantinische Baustil inspirierten und beeinflussten den Stil der karolingischen Baukunst. Dass die karolingische Architektur Inspiration aus byzantinischen Bauwerken schöpfte, war insofern erstaunlich, als sich die Bautätigkeit der vorangegangenen Jahrhunderte hauptsächlich an stadtrömischen Vorbildern orientierte, was beispielsweise der Bau und die Vergrößerung der Fuldaer Abteikirche (ab 791) aufzeigt.
Karolingische Architektur beruht jedoch nicht auf bloßem Kopieren; vielmehr wurden die antiken Bautraditionen wiederaufgenommen, nachgestaltet und mit karolingischen Neuerungen verschmolzen und an die Bedürfnisse der Zeit angepasst. Im Gegensatz zur merowingischen griff die karolingische Kunst ganz bewusst auf die antiken Traditionen zurück und bereicherte und verstärkte damit nicht bloß die eigene Ausdrucksweise. „Mit Bewusstsein schöpfte man aus den Quellen des klassischen Altertums.“
Die Architektur der Karolingischen Epoche kann stärker als jede andere Kunstgattung Europas als Ausdruck politischer Ziele verstanden werden. Seit der Herrschaftszeit der Karolinger traten die mittelalterlichen Herrscher in die spätantik-christliche Tradition ein, was sich maßgeblich auch in der Architektur zeigte.
Die meisten Bauwerke aus karolingischer Zeit sind heute nicht mehr erhalten. Durch Ausgrabungen konnten diese jedoch rekonstruiert werden. Viele der Bauten sind genau datiert und zeitgenössische literarische Textzeugnisse geben Aufschluss über die Bauweisen. Im Vergleich zu den zahlreichen entstandenen Bauten ist die Zeitspanne ihrer Entstehung relativ gering. Die Bauwerke entstanden vornehmlich lediglich in der Zeit zwischen dem ausgehenden 8. Jahrhundert bis etwa 845.

### Kirchenbauten
Der Bau von Kirchen war die wichtigste Bauaufgabe des Frühmittelalters, da er den Prozess der Christianisierung begleitete. Architektur und Altaranordnung korrespondierten miteinander, wie der St. Galler Klosterplan veranschaulicht. Ebenso kann dies als Abbild der Himmelsordnung verstanden werden. Als Verbindung von irdisch-architektonischer und himmlischer Ordnung repräsentierte die Kirchenarchitektur eine umfassende Weltordnung. Charakteristisch für die Kirchen der Zeit war der römische Fachwerkbau. Neben Stabkirchen können auch Wände mit unverputzter Flechtwerk-Ausfachung nachgewiesen werden.
Die karolingischen Kirchen waren von beachtlicher Fläche, an Ausdehnung in der Folgezeit kaum übertroffen.
In karolingischer Zeit entstanden Skulpturen im Benediktinerinnenkloster St. Johann in Müstair aus Laaser Marmor.

### Krypten
Karolingische Krypten zeichnen sich durch mächtige Gewölbe aus. Sie waren meist ebenerdig mit dem Langhaus verbunden. Dies ist angelehnt an die römische Confessio und gliederte die Grabstätten in den Kirchenbau mit ein. Die karolingischen Krypten lassen sich als eine Art zweite Kirche verstehen, die sich an die erste anfügte. Meist befand sich die Krypta direkt unter dem Altarraum und war durch einen engen Gang erreichbar.

### Karolingische Neuerungen: Westwerk und Doppelchoranlage
siehe Hauptartikel: Westwerk und Chor

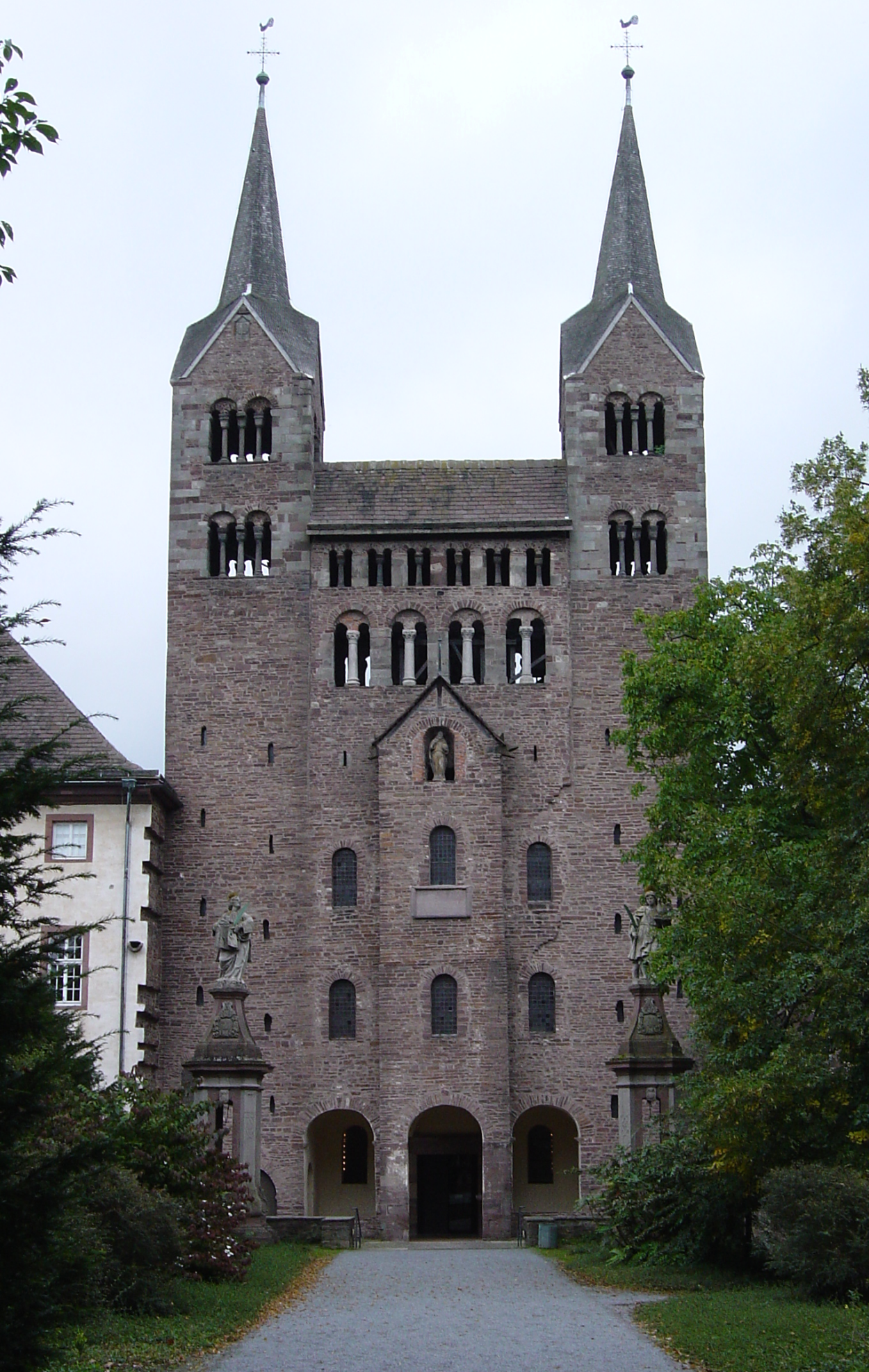
Westwerk des Klosters Corvey

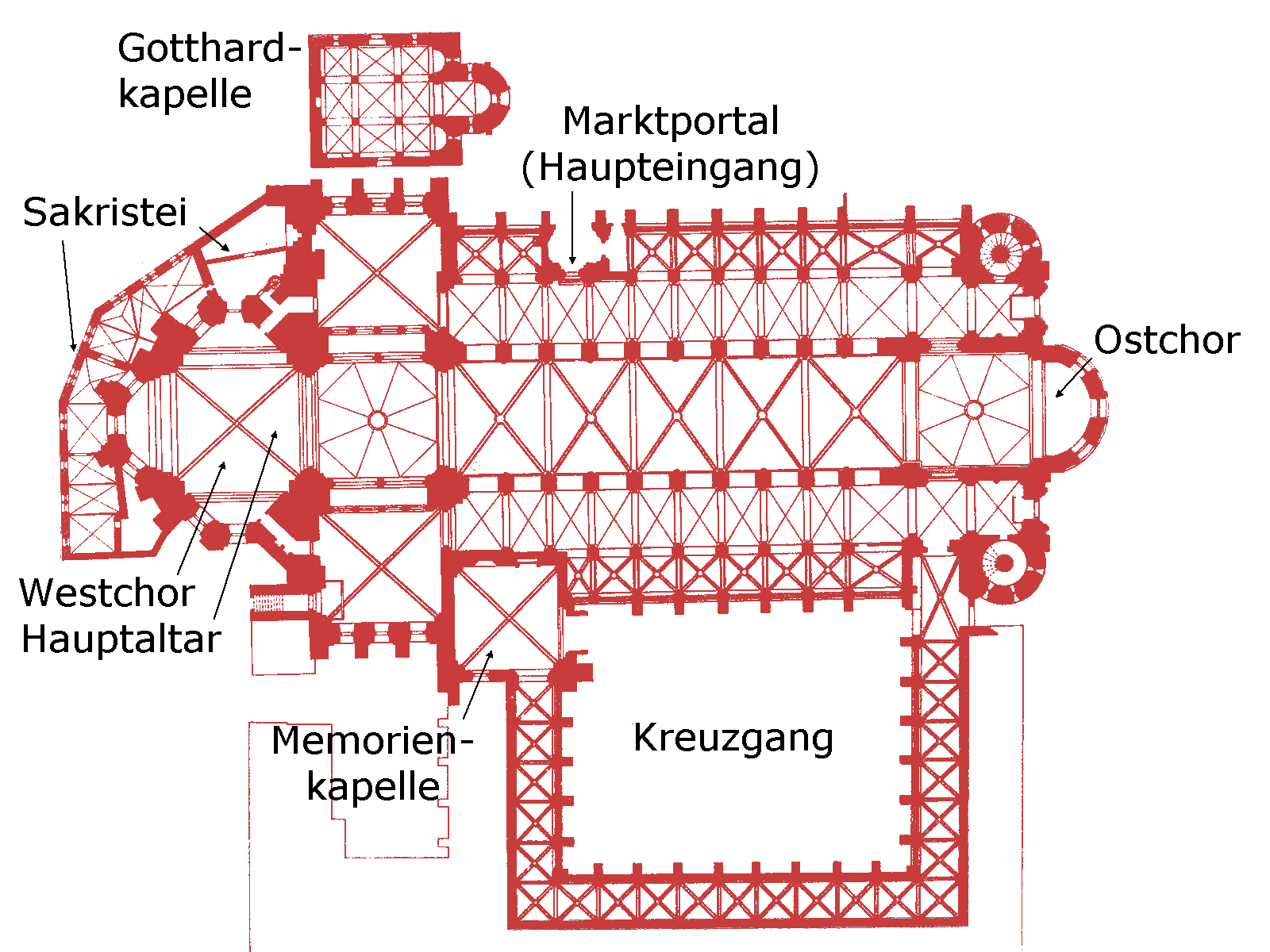
Beispiel für eine Kirche mit Doppelchoranlage: Mainzer Dom (nicht karolingisch, dient nur zur Veranschaulichung)

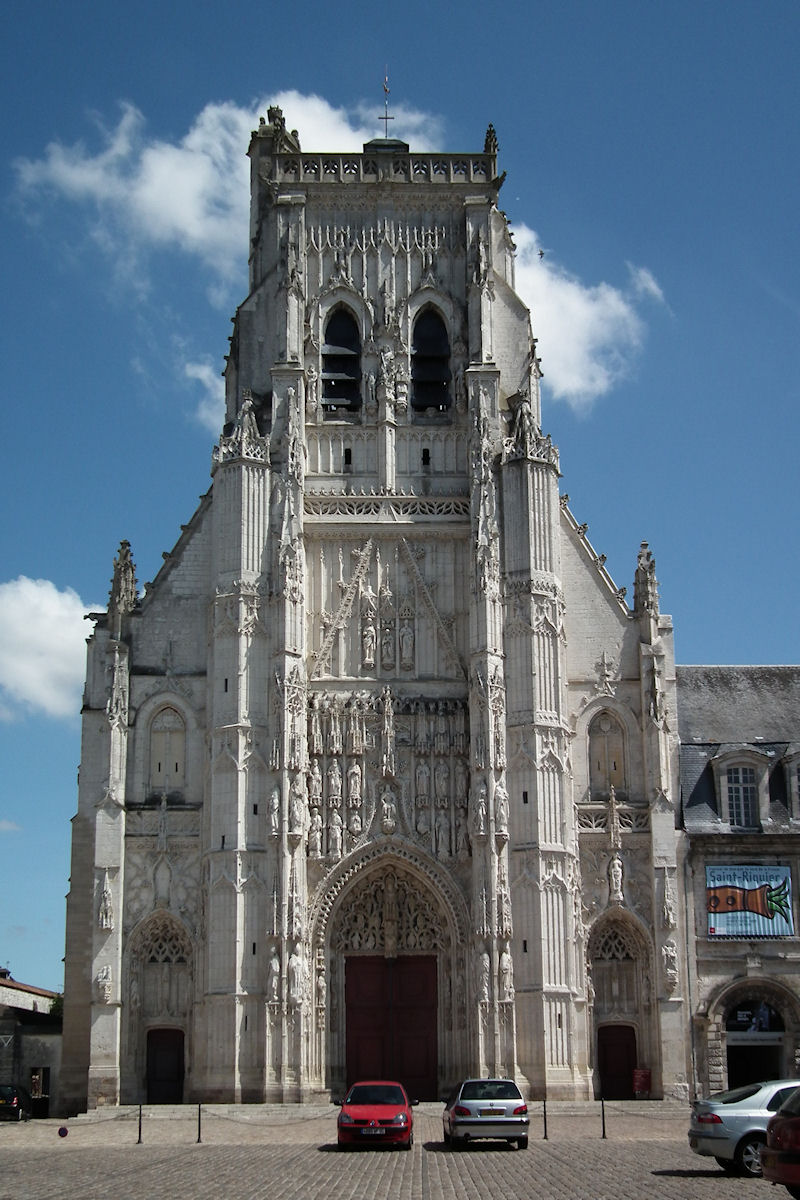
Die Kirche Saint-Riquier steht heute dort, wo sich einstmals das Kloster Centula befand.

Ein Westwerk ist ein Teil eines Kirchengebäudes, das nur an Stifts- oder Klosterkirchen, in Ausnahmefällen auch an Domen, auftritt. Der Bau von Westwerken begann erstmals in der karolingischen Zeit. Westwerke nehmen eine multifunktionale Rolle ein, sie dienen zu verschiedenen Nutzungen, wie beispielsweise der Hofhaltung, dem Gericht und der Wehrhaftigkeit.
Bereits in antiken Basiliken waren Choranlagen vorhanden, erst in karolingischer Zeit jedoch wurden die sogenannten Doppelchoranlagen gebaut. Sie bestehen aus einem West- und einem Ostchor. Die erste solche Anlage trat in St. Maurice-d’Agaune im Wallis auf.

### Kloster Centula
Das 799 fertiggestellte Kloster war der heiligen Dreieinigkeit geweiht. Die Zahlsymbolik wurde aus dem antiken Griechenland übernommen und äußerte sich symbolisch in der Dreiecksform des Klosterkomplexes und drei Kirchen, die an den drei Ecken des Geländes lagen. Drei den Engeln gewidmete Oratorien befanden sich über den Eingängen. Die dreihundert hier ansässigen Mönche wurden für die Gottesdienste in drei Chöre aufgeteilt und es gab drei Hauptaltäre. Selten fand eine Zahlensymbolik eine so konkrete Anwendung wie in diesem Kloster.
Der Hauptchor, ausgerichtet nach Westen, und der andere, nach Osten ausgerichtete, Chor besaßen einen Turm, der von Wendeltreppen flankiert wurde.
Die Hauptaltäre waren reichlich mit Gold, Silber und Edelsteinen verziert; Bildnisse von Tieren, Vögeln und Menschen säumten die Säulen. Der Schmuck an den Gedenkstätten, die sich in allen vier Himmelsrichtungen befanden, erinnerte stark an die der Kreuze der Britischen Inseln. Im Gegensatz zu diesen bestanden die Denkmäler in Centula jedoch nicht aus Stein, sondern aus Stuck. Das Kloster Centula wurde 881 von den Normannen vollständig zerstört. Heute steht an dieser Stelle die Kirche von Saint-Riquier aus dem 13. und 14. Jahrhundert.

### Aachener Pfalz

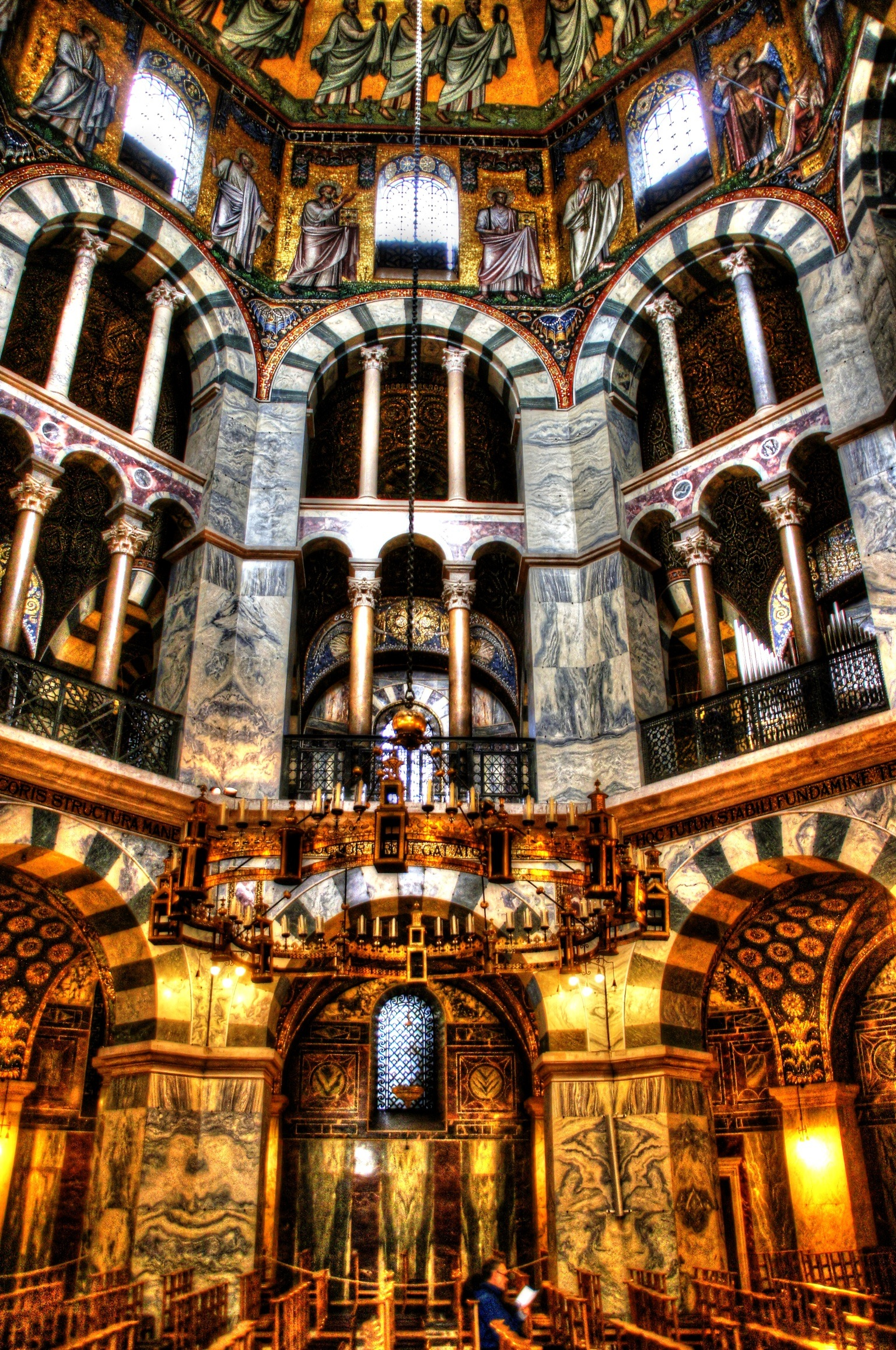
Ansicht des Oktogons der Pfalzkapelle

Aufgenommen wurden die Arbeiten an diesem Palast im Jahre 789, fertiggestellt wurde er jedoch erst nach dem Tod Karls. Die Kapelle ist heute noch fast vollständig erhalten. Für den Bau der Pfalz gab es nicht das eine Vorbild, an dem man sich beim Bau orientierte. Doch lassen sich Elemente byzantinischer Architektur, vornehmlich Kirchen, finden.
Die Hauptteile des Palastes sind mit Grabungen gesichert. Ein knapp zweihundert Meter langes Rechteck trennt Aula und Kapelle. Die Außenseiten sind mit Lisenen und großen Bögen versehen, hölzerne Galerien verbinden die Gebäude im Westen.
Aufgrund der exakten Einteilung des Bauplanes in Planquadrate konnte die Bauzeichnung genauestens auf das Gelände übertragen werden, was in einer symmetrischen und harmonischen Anordnung der verschiedenen Palastteile resultierte.
Die Grundrisskonzeption ist ähnlich der der Aula des Lateranpalastes von Papst Leo III., der Ursprung dieses Grundrisses liegt jedoch in Aachen. Der Lateranpalast weist Konchen an der Langseite auf, die auch in Aachen vorhanden waren. Während sie im Lateranpalast zur Aufstellung von Tafeln diente, wurden die Konchen in Aachen, ohne das Zeremoniell der Tafeln zu adaptieren, auf das Doppelte erweitert. Durch die Übernahme solcher Herrschaftszeichen sollten die renovatio imperii und der Anspruch Karls des Großen, gleichberechtigt an die Seite des Papstes treten zu können, vorangetrieben werden.
Die Pfalzkapelle besteht aus einem West- und einem Zentralbau mit angrenzendem Chor. Das oktogonale Zentrum der Kirche wird von einem zweigeschossigen Sechzehneck umgeben. Die Inspiration für die Doppelgeschossigkeit stammt höchstwahrscheinlich aus San Vitale in Ravenna; das Oktogon des Zentrums findet sich in der Kirche Hagios Sergios und Bakchos in Konstantinopel, in der man ein wesentliches Vorbild für die Aachener Pfalzkapelle sehen kann. Die Pfalzkapelle markiert den Beginn des nachantiken Monumentalbaus und inspirierte zu zahlreichen Nachschöpfungen.
In der Geometrie und Zahlensymbolik steckt die Herrschaftsidee Karls des Großen: die Vereinheitlichung von Gesetzgebung und Kalender, von Schrift und Liturgie wurde am Vorhaben der Geradheit und Richtigkeit gemessen. So gesehen kann der Palast als Ausdruck des umfassenden gesellschaftlichen Ordnungsentwurfes Karls des Großen betrachtet werden und ist als Maßnahme zur Vorbereitung zur Erlangung der Kaiserwürde zu verstehen.

### Burgen und Befestigungen
Zur Zeit Karls des Großen war der vorherrschende Burgentyp der der Rundburgen mit einem Durchmesser von höchsten 100 Metern. Errichtet wurden sie zumeist als Holz-Erde-Befestigungen in Verbindung mit Trockenmauerwerk. In der zweiten Hälfte des achten Jahrhunderts entwickelte sich ein Burgentyp von etwa 2 Hektar Fläche. Zweck dieser Burgen war das Sichern von Berghöhen mit geringerer Befestigung.
Die Höhenburgen des 9. und 10. Jahrhunderts verwendeten jene Holz- und Steinbauten, die auch für die adligen Höfe prägend waren.

### Hausbau
Weite Verbreitung im Hausbau der karolingischen Zeit fand im Reichsgebiet die römische Fachwerkbauweise. Aufgrund der Abschriften von Vitruvs Zehn Büchern über die Architektur an der Hofschule Karls des Großen kam es zu einer Wiederaufnahme der römischen Technik der Schwellbalken über kleinen Mauern als Feuchtigkeitssperre.

## Buchmalerei

Maiestas Domini aus dem Godescalc-Evangelium (entstanden um 791)

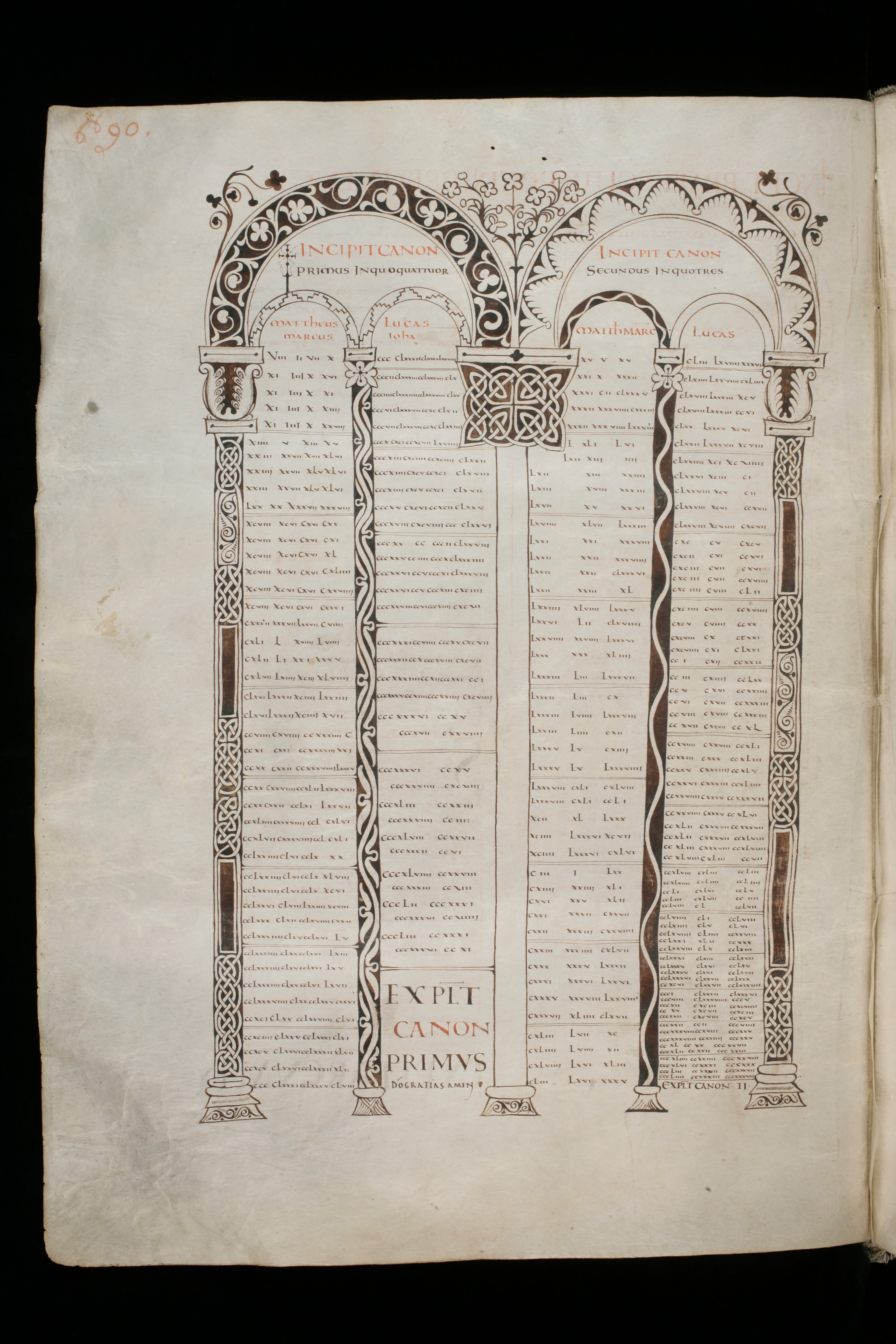
Kanontafel aus der Alkuin-Bibel (Tours, entstanden um 800)

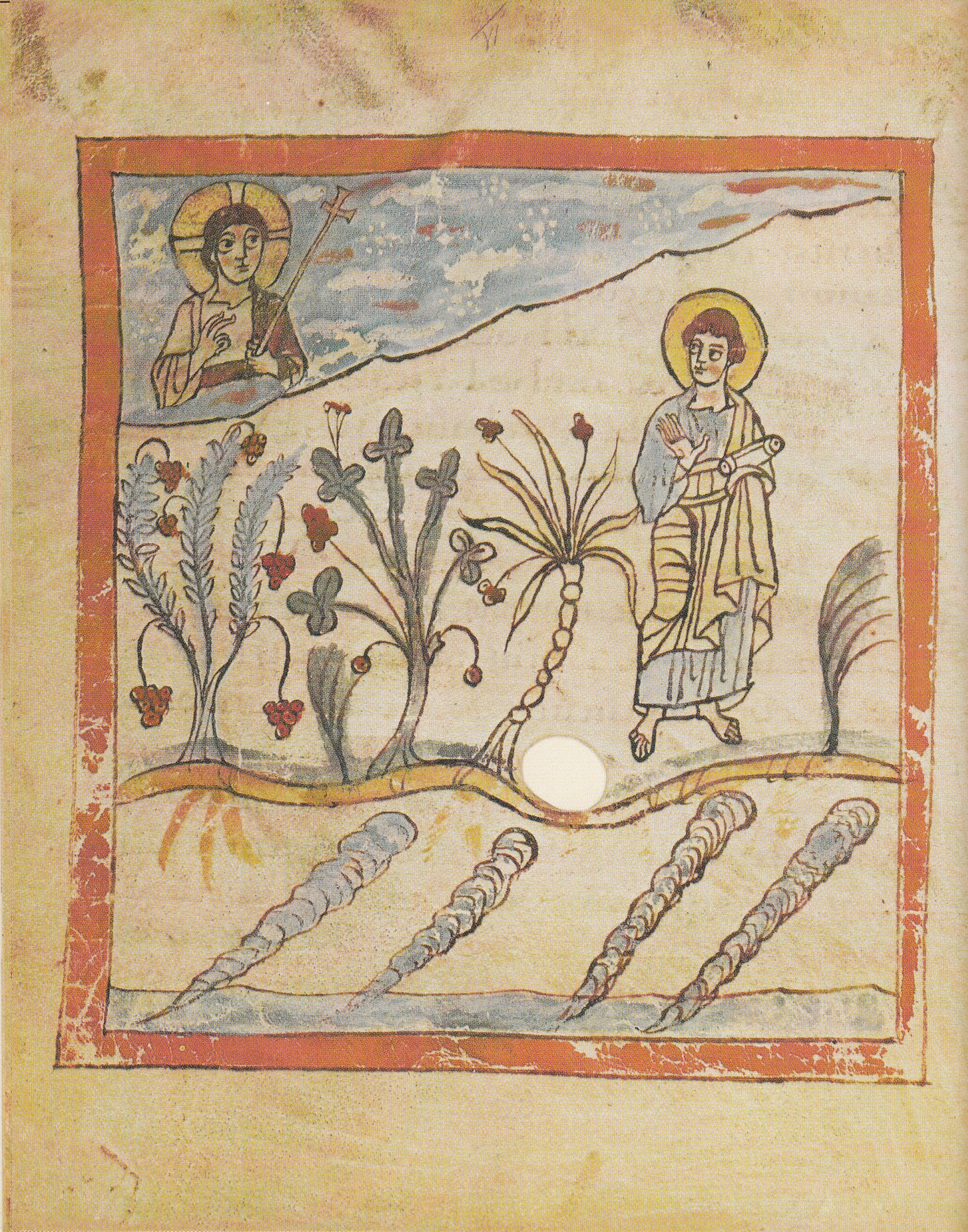
Beispiel für karolingische Miniaturen: Trierer Apokalypse (fol. 6v, Tours, 9. Jhd.)

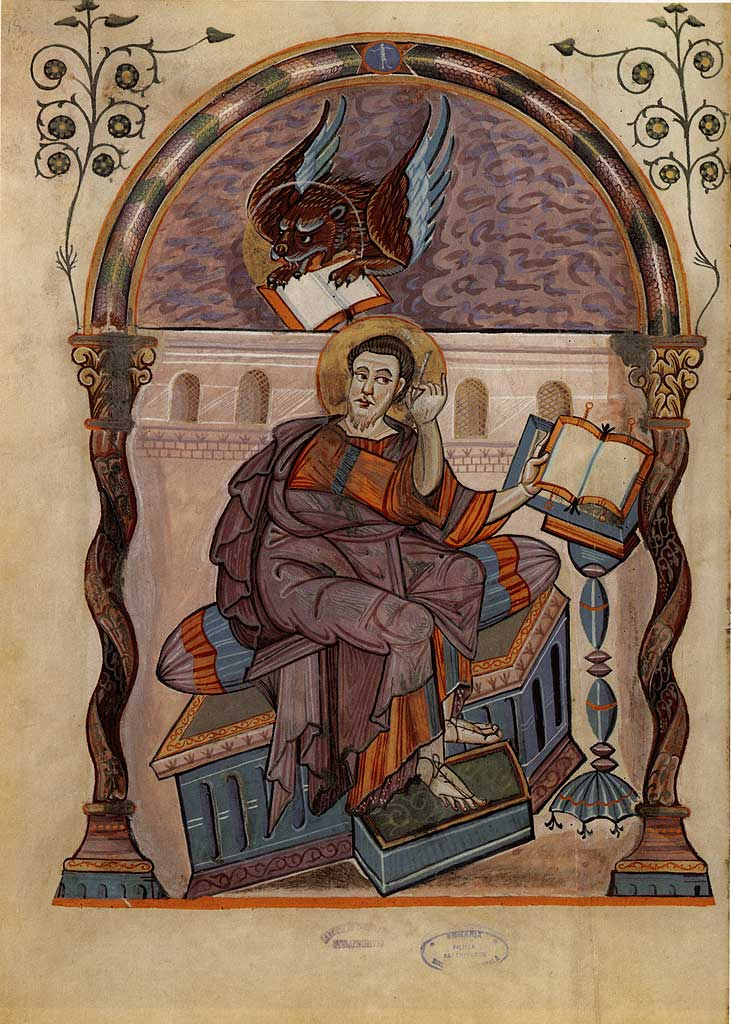
Miniatur des Markus (Lorscher Evangeliar, etwa 810)

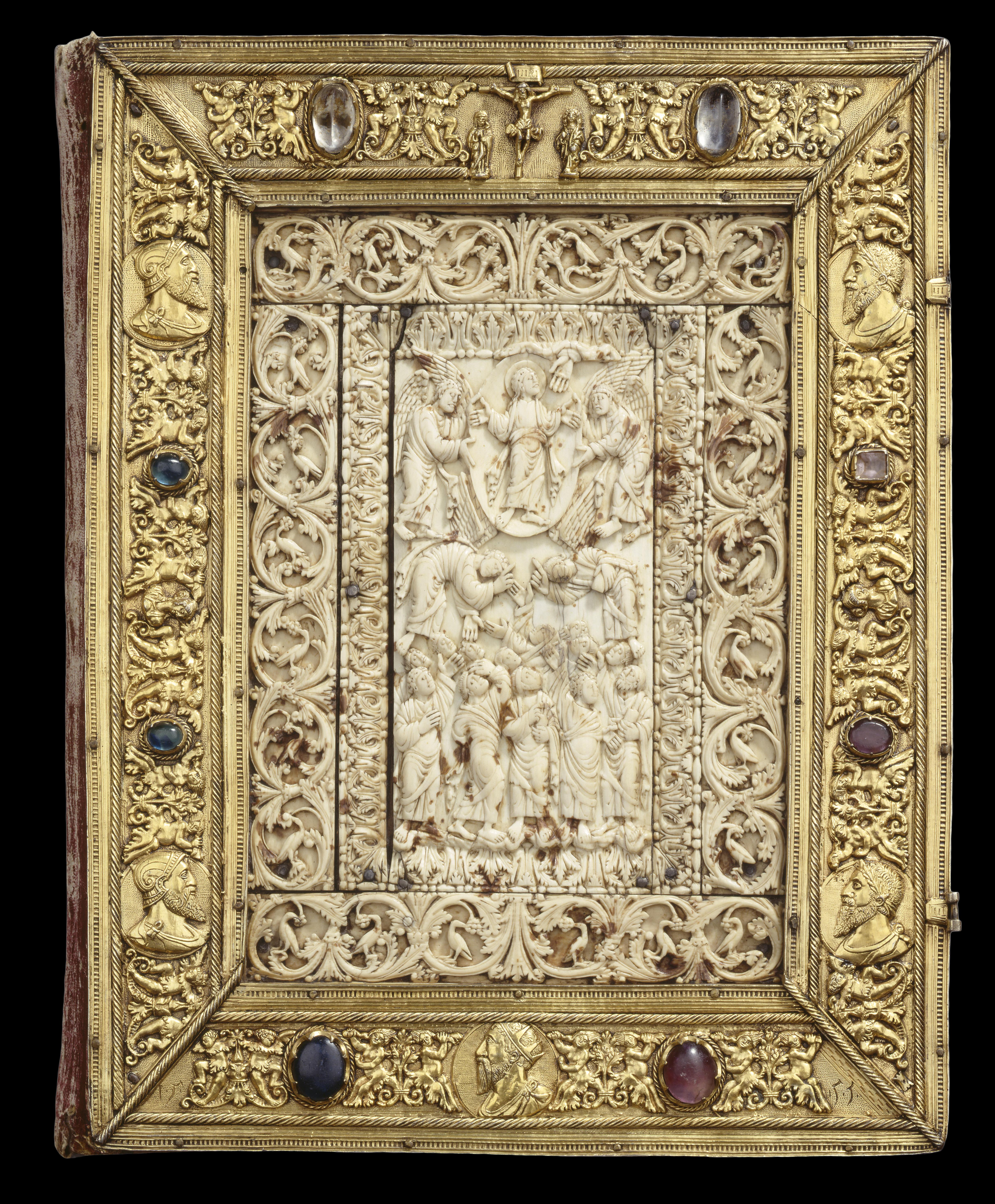
Gandersheimer Evangeliar, mit Elfenbein verziert (um 860–870)

Schriften und Bücher nahmen eine zentrale Rolle der renovatio Karls des Großen ein. Die Buchmalerei wurde als wichtigstes Durchsetzungsinstrument der renovatio betrachtet. Die Kombination aus Bild und Text in Büchern war, im Gegensatz zu Fresken, nicht ortsgebunden und konnte demnach vervielfältigt und weiterverbreitet werden. Mit der Weiterverbreitung der illuminierten Bücher konnte somit auch die renovatio-Ideologie weiterverbreitet werden. Die Herrschaftszeit der Karolinger ist eine der fruchtbarsten Epochen mittelalterlicher Buchproduktion und Buchkunst.
Eine der Hauptaufgaben des Skriptoriums der Hofschule Karls des Großen war die Bereinigung der durch zu häufiges Kopieren verdorbenen Texte der Heiligen Schrift. Um Irrtümer, die durch zu häufiges Abschreiben entstanden sind, zu verbessern und zu vermeiden, ließ Karl der Große eine neue Schrift entwickeln, die Karolingische Minuskel (vermutlich in Corbie entstanden). Die Schrift zeichnet sich durch klare Lettern mit stehenden Serifen nach römischem Vorbild aus.

### Handschriften
In der Hofschule Karls des Großen sind zahlreiche illuminierte Prachthandschriften entstanden (Handschriften, die zwischen 781/83 und 877 entstanden sind, werden als karolingische Handschriften bezeichnet). Die Handschriften sind teilweise auf Purpurpergament verfasst und reichlich mit Gold und Silber verziert. Ebenso wie die Schrift wurden auch die Illustrationen nach antikem Vorbild ausgerichtet. In der Buchkunst der karolingischen Epoche wurden verschiedene Fertigkeiten (Schreibkunst, Illustrationen, Elfenbeinschnitzereien, Goldschmiedekunst) vereint. Der Klassizismus der Schrift und des Buchschmucks unter Karl dem Großen führte die römische Tradition und die Absicht der Veredelung und Humanisierung zusammen; nicht die Versachlichung, sondern die Belebung der Abbildungen stand im Vordergrund.
Die Illustrationen bilden hauptsächlich vier Bildtypen ab: Evangelistenbild, Kanontafel, Maiestas Domini und Lebensbrunnen. Sie vereinen die Malerei Byzanz’ und der Spätantike und geben der renovatio eine bildliche Form.
Hauptziel der Buchmaler der Hofschule Karls des Großen war die Bewältigung und Perfektionierung der Darstellung dreidimensionaler Figuren in einem dreidimensionalen Raum. Aus diesem Grund weisen die Illuminationen der Handschriften aus der Hofschule Karls des Großen zum ersten Mal seit der antiken Malerei Bildräume mit dreidimensionalen Aspekten auf, wie zum Beispiel Vorhänge, die sich um Säulen winden, oder Landschaftshintergründe.
Diese vier Typen karolingischer Handschriften sind prägend für die karolingische Buchkunst:
- Evangeliar (die Hofschule Karls des Großen schuf eines, das vorbildhaft für das Frühmittelalter wurde)
- Psalter (Ersetzung der Itala- durch die Vulgata-Version)
- Sakramentar (von Alkuin ergänzt und überarbeitet; wurde als Norm-Sakramentar deklariert und in der Aachener Pfalzkapelle hinterlegt)
- Bibel (nicht für Bibliotheken, sondern für Lesungen gedacht)

Die prachtvollen Handschriften entstanden nicht allein aus Frömmigkeit der Herrscher, die sich als vicarius Christi (Stellvertreter Christi) verstanden, sondern auch im Sinne der Macht- und Reichtumsdemonstration. Einige zu dieser Zeit entstandene für die Liturgie gedachte Handschriften weisen deshalb zusätzlich Darstellungen von Herrschern auf.

### Miniaturen und Bilder in Handschriften
Die Frage nach der Funktion der Bilder war im Mittelalter von zentraler Bedeutung. Anders als Papst Gregor der Große, der darauf plädierte, vom Text losgelöste Bilder seien gefährlich, sprach sich Karl der Große aktiv für eine reiche Bilderkultur aus. Laut ihm sollten überall Bilder angebracht werden, um Gott zu ehren. Unter Karl dem Großen entwickelte sich eine neue Bilderkultur, die geprägt war von luxuriösen Prachthandschriften. Nichtsdestotrotz blieb die klare Hierarchie von Text und Bild weiterhin bestehen. Die Schrift, in deren Dienst das Bild stand, war weiterhin das wichtigste Prinzip. Bilder hatten noch immer bloß eine verweisende Bedeutung, auch wenn sie unter Karl dem Großen immer häufiger in Handschriften Verwendung fanden. Abbildungen sollten den Text erst voll in Erscheinung treten lassen und ihn anschaulicher werden lassen, ohne dem Text die Wichtigkeit zu nehmen.
Der Buchschmuck in mittelalterlichen Handschriften, zu welchem auch Miniaturen zählen, diente oftmals auch der Gliederung oder beinhaltete eine memorative Funktion. Auch erfüllte die Buchmalerei Zwecke wie die Erläuterung des Textes oder Hilfestellung für den Leser. Der gelesene Text wurde mithilfe von Bildern anschaulicher. Da die Texte der Bibel das Wort Gottes nicht nur enthalten, sondern dieses auch realsymbolisch repräsentieren, wurden die Bilder teilweise sehr luxuriös ausgestattet, um den religiösen Sinngehalt der Bilder voll in Erscheinung treten zu lassen. Miniaturen dienten demnach nicht nur einem ästhetischen Zweck, sondern waren überdies Ausdrucksmittel geistiger Inhalte.

### Prachteinbände
siehe auch: Bucheinband
Charakteristisch für karolingische Bucheinbände sind lineare Ornamentik (Flechtwerk, Spiralen, Wirbel, figürliche oder stilisierte Abbildungen von Tieren und Pflanzen). Häufig bildet die Ornamentik der karolingischen Bucheinbände ein Kreuz. Ob es sich dabei um ein Buch mit profanem oder sakralem Inhalt handelt, spielt hierbei keine Rolle.
Sowohl die prachtvollen, reich verzierten Einbände als auch das innere Bildprogramm liturgischer Handschriften stehen für den hohen Stellenwert, der dem Buch generell beigemessen wurde.

## Wandmalerei und Mosaikkunst

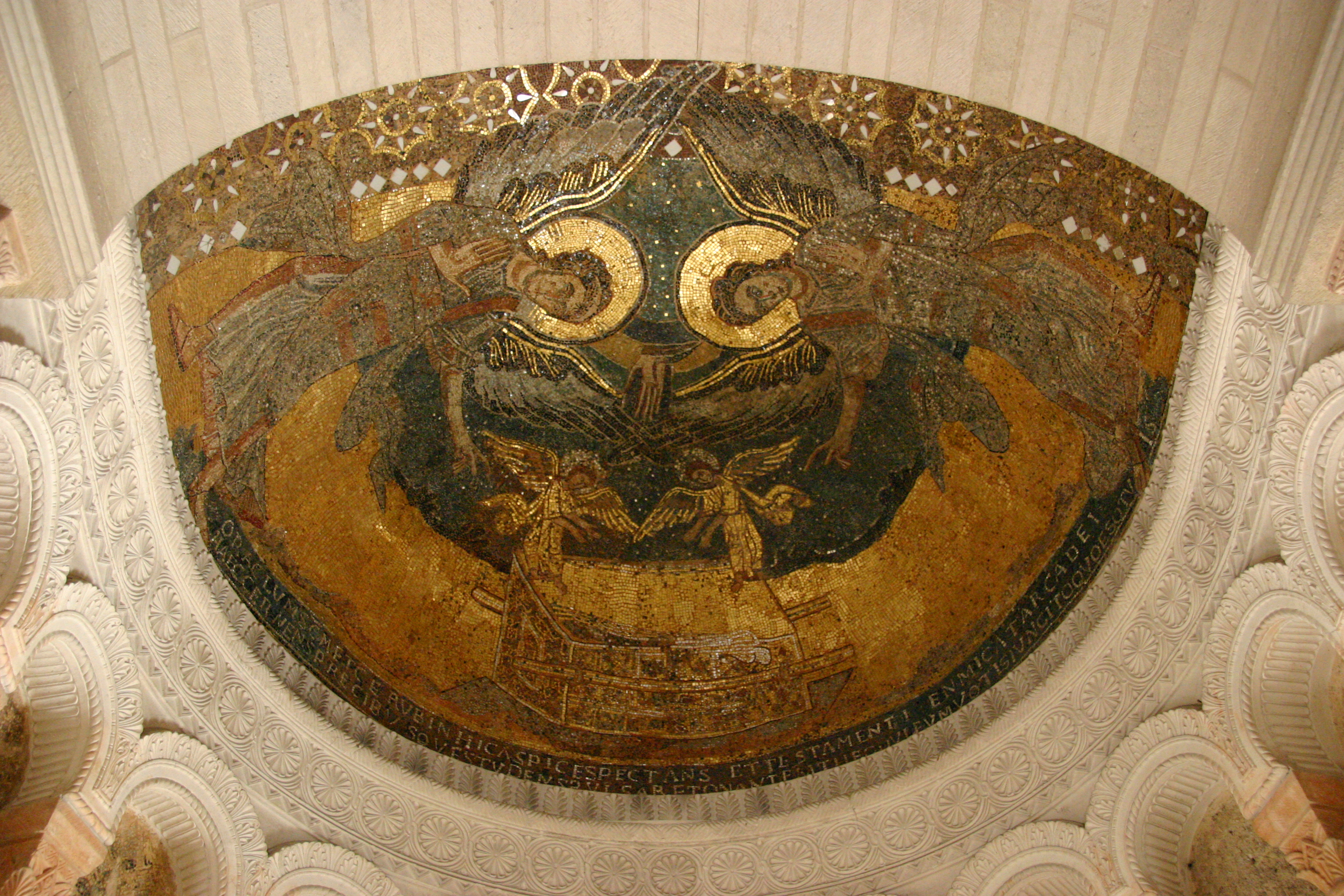
Mosaik in der Kirche St. Germigny-des-Prés

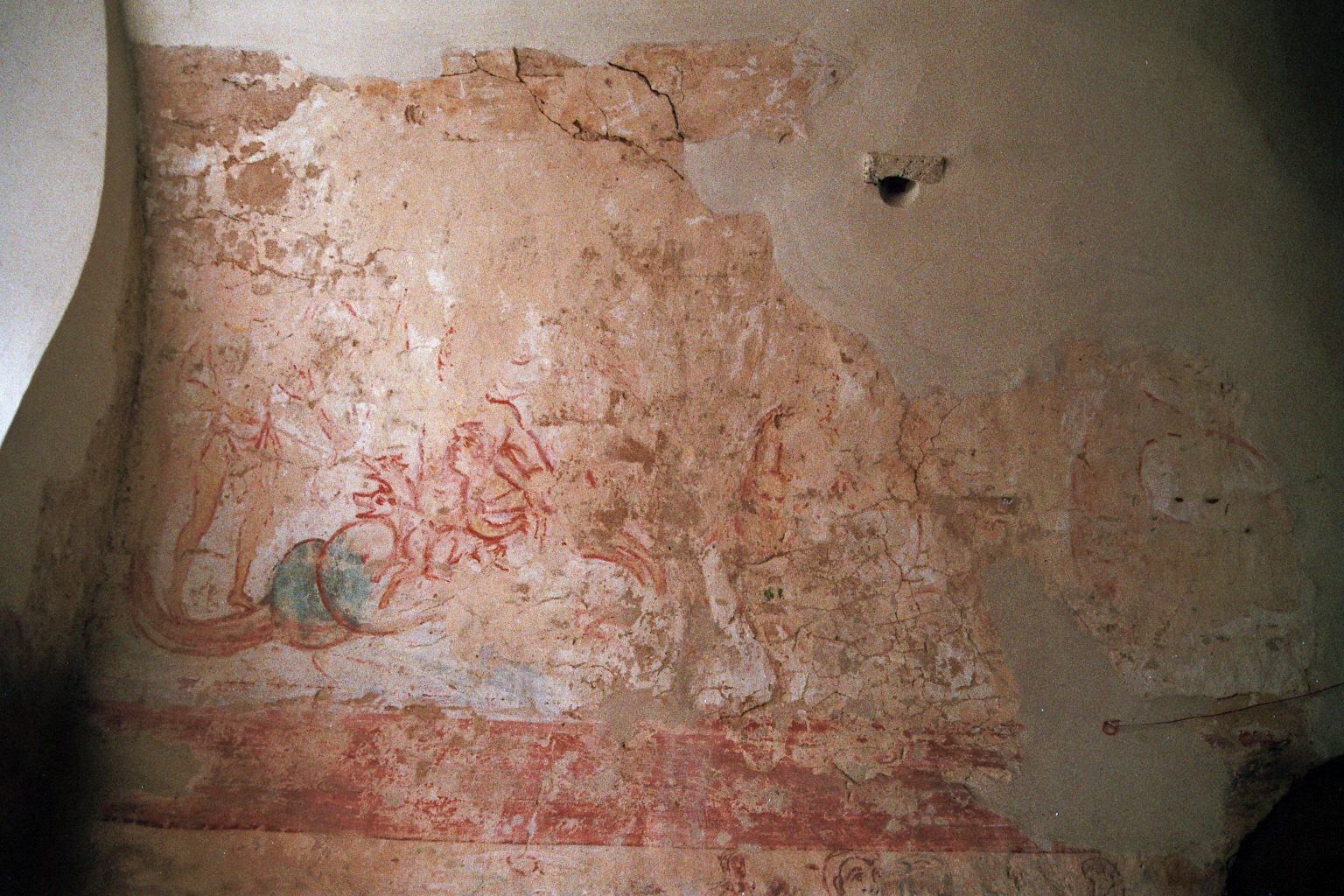
Reste des Freskos Odysseus gegen Skylla in Corvey

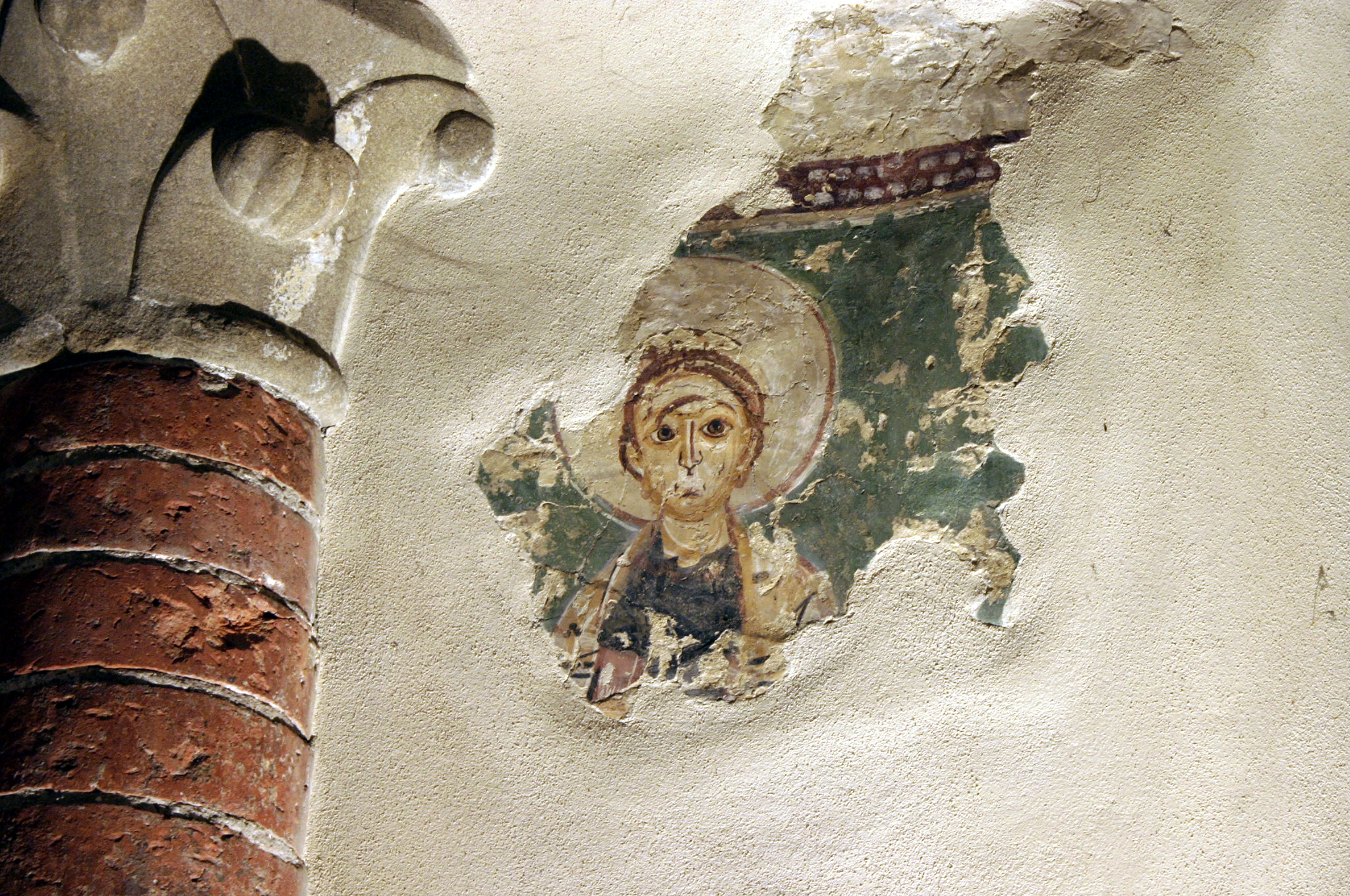
Freskenfragment aus der Kirche San Satiro in Mailand

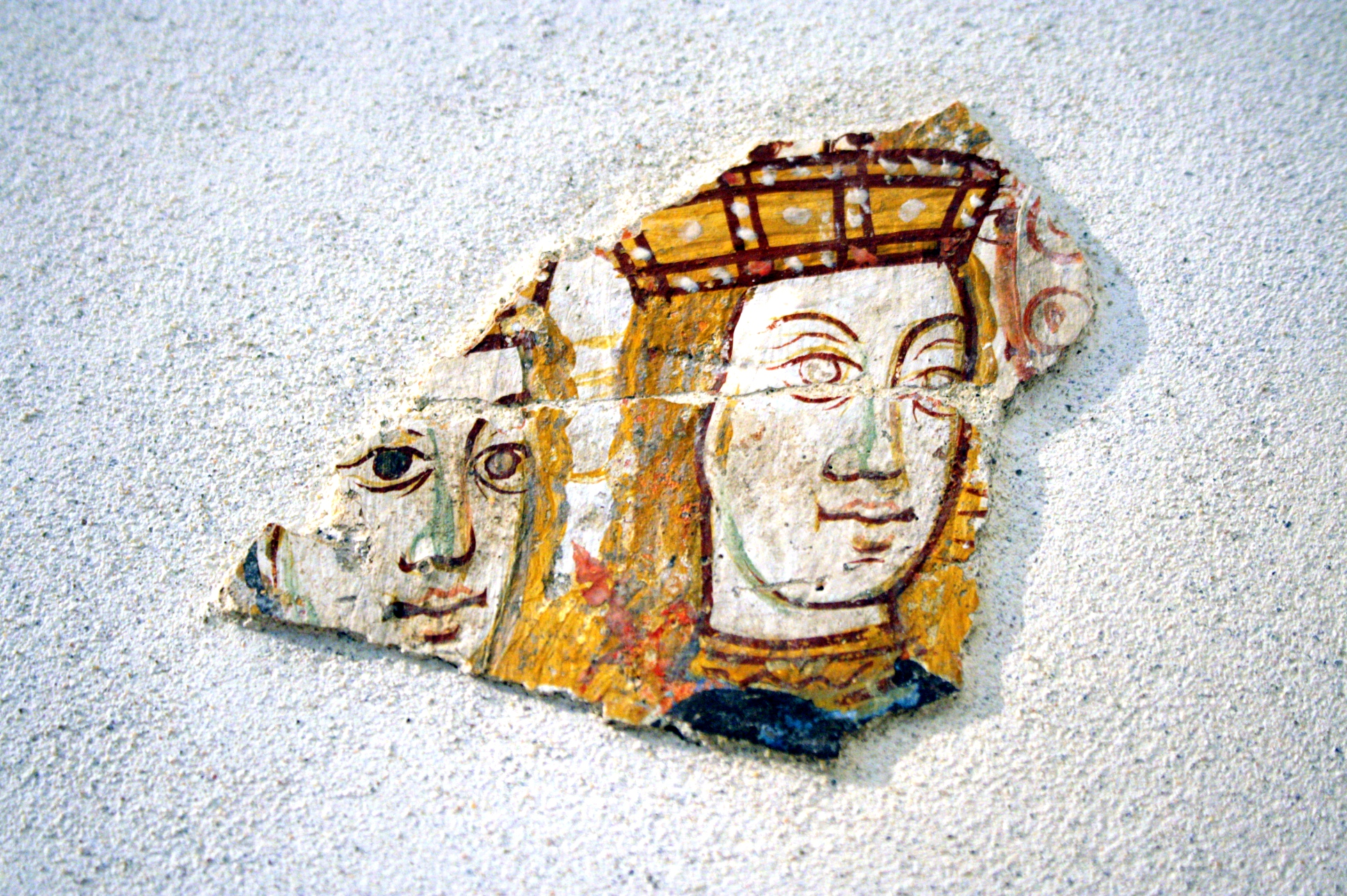
Freskenfragment aus San Salvatore in Brescia

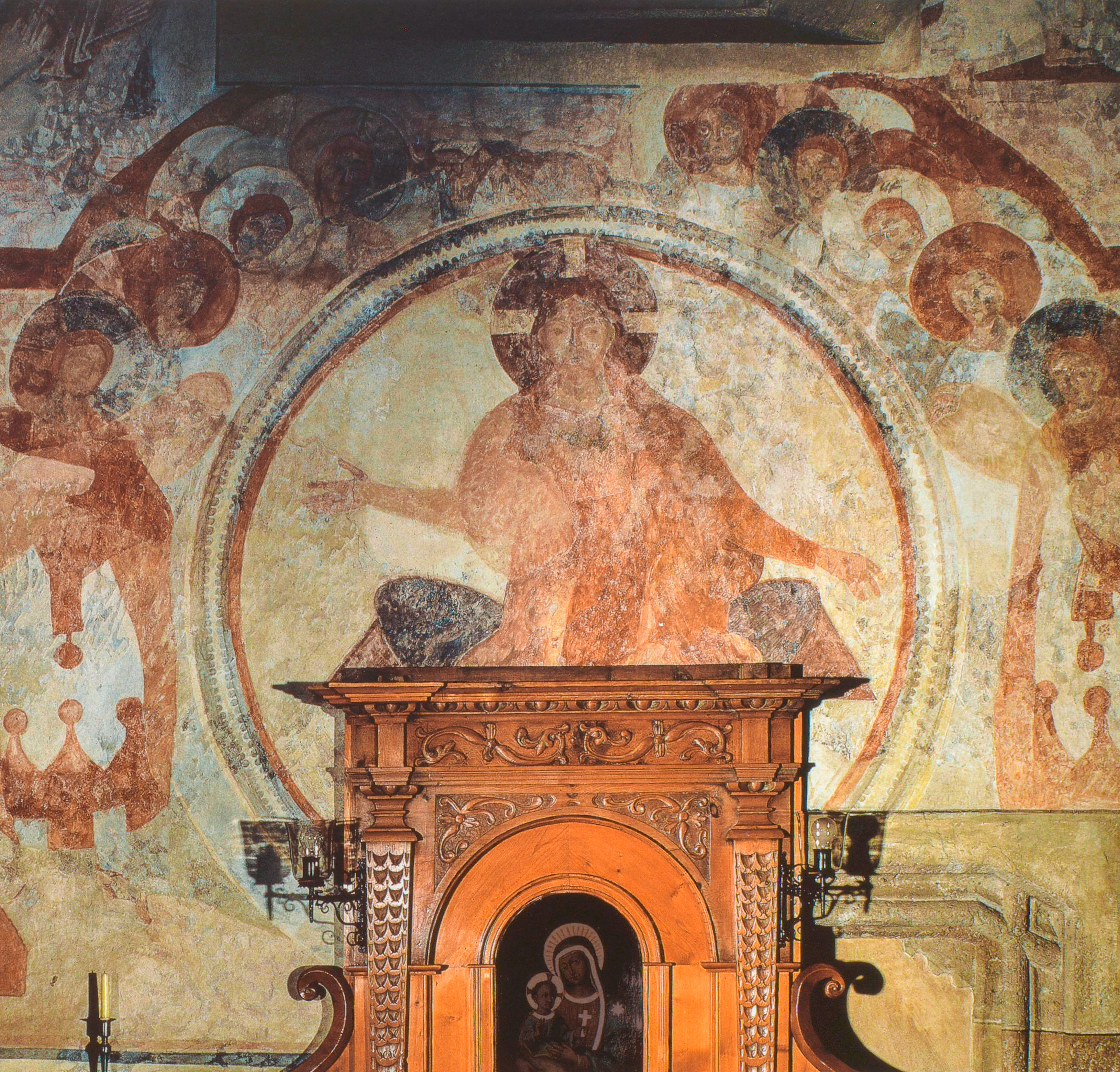
Karolingische Darstellung des Jüngsten Gerichts aus dem Benediktinerinnenkloster St. Johann

Sowohl Wandmalereien als auch Mosaike wurden in karolingischer Zeit angefertigt, allerdings sind nur wenige davon erhalten geblieben. Beide Kunstformen kamen sowohl in Gallien als auch in der italienischen Architektur vor.
Ebenso wie das Buch wurde die Wandmalerei im beginnenden 9. Jahrhundert zu einem Mittel der Belehrung deklariert und erfüllte somit auch einen Zweck im Sinne der renovatio.
Die Gewölbe und Wände der Aachener Pfalzkapelle waren mit Mosaikbildern geschmückt, die heute nicht mehr erhalten sind, jedoch aufgrund einer Zeichnung von 1690 rekonstruiert werden können. Gegenüber der Kaiserloge befand sich ein Mosaik, das in Überlebensgröße Gott im Kreis der 24 Ältesten der Apokalypse abbildete. Dieses Bild stammt aus italienischer Tradition, war im Gegensatz dazu jedoch in der Farbenvielfalt um einiges prächtiger.
Das 806 entstandene Apsismosaik der Kirche von Germigny-des-Prés ist eine Darstellung der Hand Gottes, die aus dem Himmel heraus die Bundeslade an die Menschen übergibt. Nicht mehr erhalten sind die Mosaike auf den Wänden um den Altar, die das Paradies abbildeten. Als geistigen Urheber des Motivs vermutet man Theodulf. Im Gegensatz zu vielen künstlerischen Werken der Karolinger weist dieses Mosaik keinerlei byzantinischen oder römischen Einfluss auf.
Ebenso sind die Originale der karolingischen Wandmalereien nur spärlich erhalten. In der Pfalz Karls des Großen entstand ein Bild der Sieben Freien Künste, vermutlich durch antike Vorlagen inspiriert. Dieses Bild kann als groß angelegtes Bildungsprogramm im Rahmen der karolingischen Auffassung der Erneuerung des kulturellen und geistigen Lebens verstanden werden (siehe „Überblick“).
Im Westbau der Abteikirche von Corvey befinden sich fragmentarisch erhaltene Malereien, die, im Sinne der karolingischen Antikenrezeption, den Kampf von Odysseus gegen Skylla darstellen.
Weitere teilweise erhaltene Fresken sind beispielsweise die in der Kirche St. Benedikt in Mals (vermutlich entstanden um 800), die Szenen aus dem Leben Christi (aus dem 9. Jahrhundert, wurden mit weiteren Fresken übermalt), die Fresken in der Kirche San Satiro in Mailand und Fresken(fragmente) in der Abtei San Salvatore in Brescia.
Das Weltgericht von Müstair im Benediktinerinnenkloster St. Johann in Müstair im Kanton Graubünden ist die älteste bekannte Darstellung des Jüngsten Gerichts. Die Bilder entstanden um das Jahr 800.
Die Malereien in Klöstern, die nicht in direktem Zusammenhang mit der herrschenden Macht stehen, können nur aufgrund ihrer Gleichzeitigkeit mit den karolingischen Herrschern als karolingisch bezeichnet werden. Die Motivik oder gewählten Vorbilder waren hierbei meist abhängig vom jeweiligen Abt, äußeren Umständen oder Beziehungen zur Umgebung. Auch in den Provinzen bediente man sich antiker, mediterraner, insularer oder barbarischer Vorbilder und Strömungen. Allerdings waren sie im Gegensatz zum Hof weniger schöpferisch tätig.

## Skulpturen

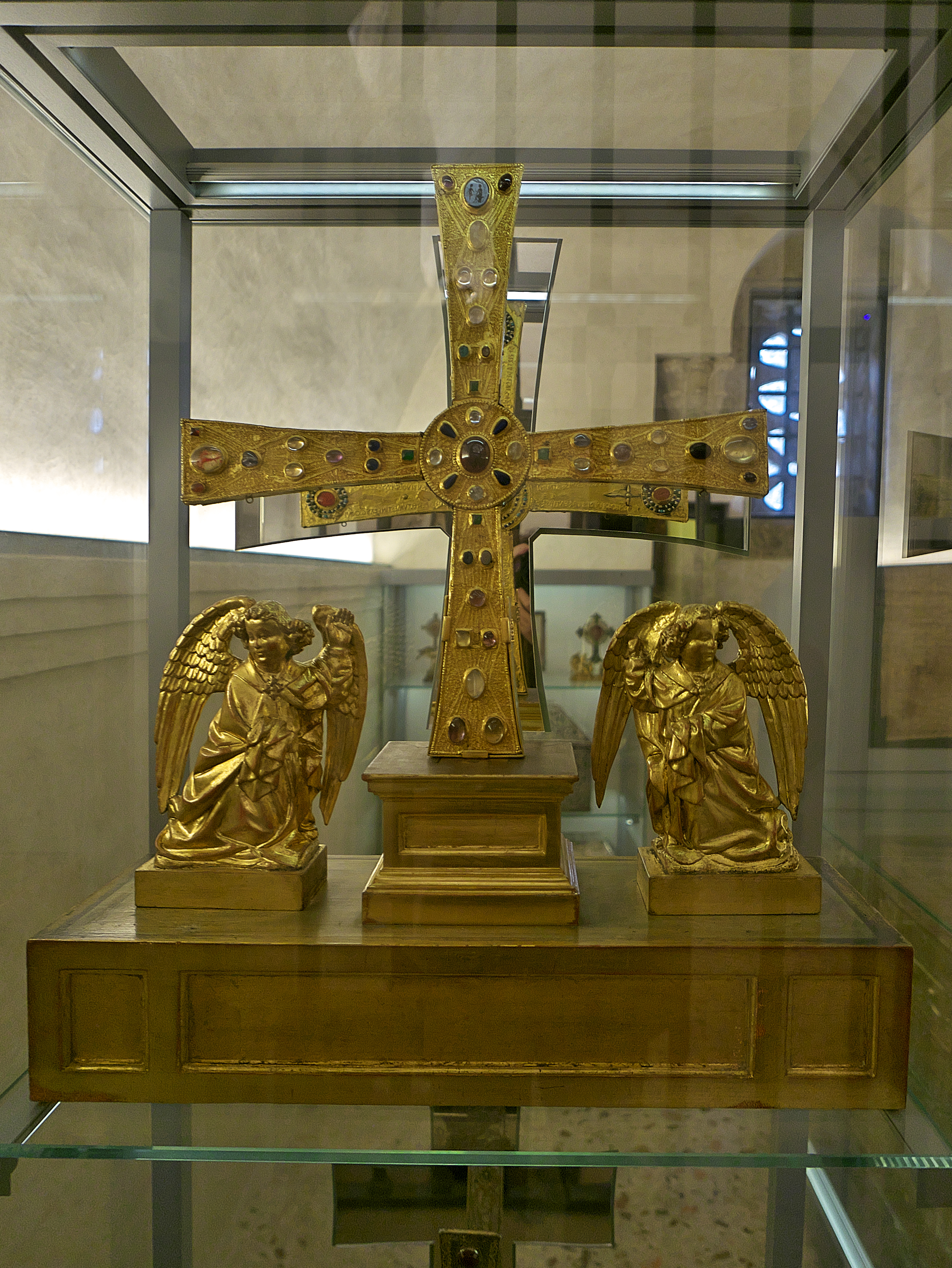
Das Engelkreuz aus der Kathedrale Oviedo

An großen Plastiken aus karolingischer Zeit ist kaum etwas erhalten geblieben, vermutlich waren Vollplastiken eher eine Seltenheit. Aus Quellen ist jedoch bekannt, dass Karl der Große das Reiterdenkmal Theoderichs aus Ravenna nach Aachen brachte.
Charakteristisch für die karolingische Kunst im Bereich der Plastik waren vielmehr die Kleinkünste, beispielsweise Elfenbeinschnitzereien und Goldschmiedekunst. Diese beiden Kunstformen, die unter Karl dem Großen ein beachtliches ästhetisches Niveau erreichten, waren, wie auch die Buchmalerei, Luxuskünste.
Plastische Werke aus Stuck mit farbiger Fassung waren sehr beliebt.
Erst ab dem Ende des 10. Jahrhunderts sind Großplastiken in größerer Zahl erhalten geblieben. Für die Zeit davor kann aus zeitgenössischen Quellen herausgelesen werden, dass, ganz im Zeichen der Kreuzesfrömmigkeit zur Karolingerzeit, Kreuze aus Gold, Silber und mit Edelsteinen verziert gefertigt wurden. Auch Karl der Kahle vermachte im Jahr seines Todes 877 dem Apostel Petrus ein schweres Kreuz aus Gold und Edelsteinen.
Im Zusammenhang mit der Stabilisierung der Liturgie lag der unmittelbare Fokus der plastischen Kunst in der künstlerischen Ausgestaltung von Kirchen.

## Elfenbeinarbeiten
Kleinere, aus oder mit Elfenbein gefertigte, Gegenstände der karolingischen Zeit weisen Ähnlichkeiten mit Werken der Antike auf. Zu solchen Gegenstände zählen etwa kleine Büchsen, Kämme, Spangen oder Schachfiguren.

### Elfenbeinarbeiten aus der Hofschule Karls des Großen

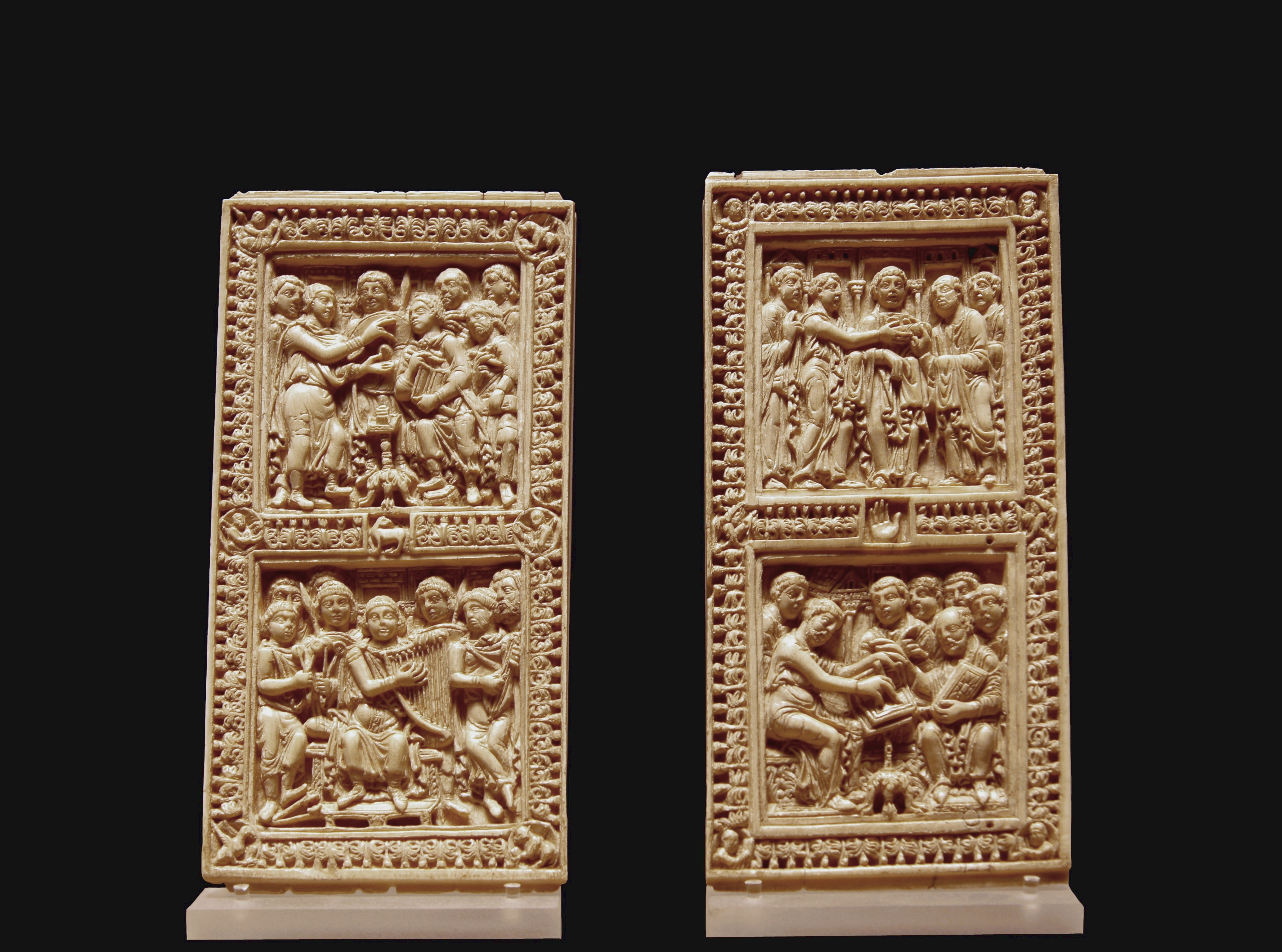
Die Elfenbeintafeln des Dagulf-Psalters

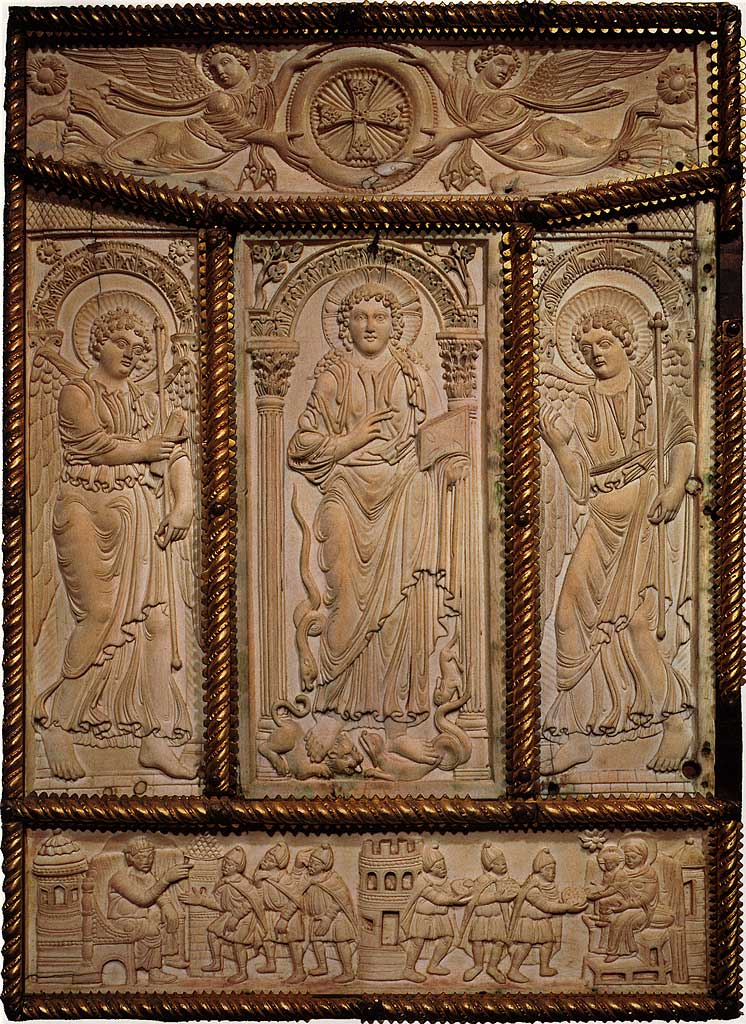
Elfenbeintafeln des Lorscher Evangeliars

Bei den Elfenbeinarbeiten aus der Hofschule Karls der Großen tritt die Antikenrezeption besonders stark hervor. Trotz des Zurückgreifens auf die Antike lässt sich jedoch ein klarer, eigener Stil erkennen. Elfenbeinarbeiten finden sich häufig auf Prachteinbänden, die oftmals eine Kopie bzw. eine starke Anlehnung an früher entstandene Werke sind. Die früheste karolingische Elfenbeinarbeit ist der Deckel des Dagulf-Psalters, der an eine Arbeit aus dem frühen 5. Jahrhundert angelehnt ist. Datiert wird er auf den Zeitraum zwischen 783 und 795. Auf der Vorderseite sind zwei Hieronymus-Szenen, auf der Rückseite zwei David-Szenen zu sehen.
Die Oxforder Tafel ist ikonographisch an ein fünfteiliges Diptychon aus dem 5. Jahrhundert angelehnt, weist jedoch einen gänzlich neuen Stil auf, der sich in enger zusammengepressten Figuren und einer anderen Raumwirkung erkennen lässt.
Als Höhepunkt des künstlerischen Schaffens an der Hofschule Karls des Großen werden die beiden fünfteiligen Tafeln mit Christus als Sieger und der thronenden Gottesmutter des Lorscher Evangeliars betrachtet. Vermutlich im Kloster Lorsch oder in der Palastschule in Aachen entstanden, weisen sie das so starke Merkmale der Kunst aus dem 6. Jahrhundert auf, dass sie zuerst für antike Originale gehalten wurden. „An Qualität überragt diese Tafel viele Arbeiten der Hofschule.“

## Die Kunst nach Karl dem Großen
Nach seinem Tod im Jahre 814 wurde sein Kunstschaffen von seinen Nachfolgern in ähnlicher Manier weitergeführt. Mit dem Tod Karls des Großen erloschen auch die Arbeiten seiner Hofschule. Es ist unwahrscheinlich, dass unter seinen Erben weiterhin eine Hofschule arbeitete, allerdings breitete sich der Stil der Hofschule Karls des Großen in weiten Gebieten des Reichs aus.
Ohne eine zentrale Herrschergewalt und durch das Einwirken einer Person des fränkischen Hochadels als Vorstand traten die einzelnen Bistümer und Klöster künstlerisch stärker hervor.

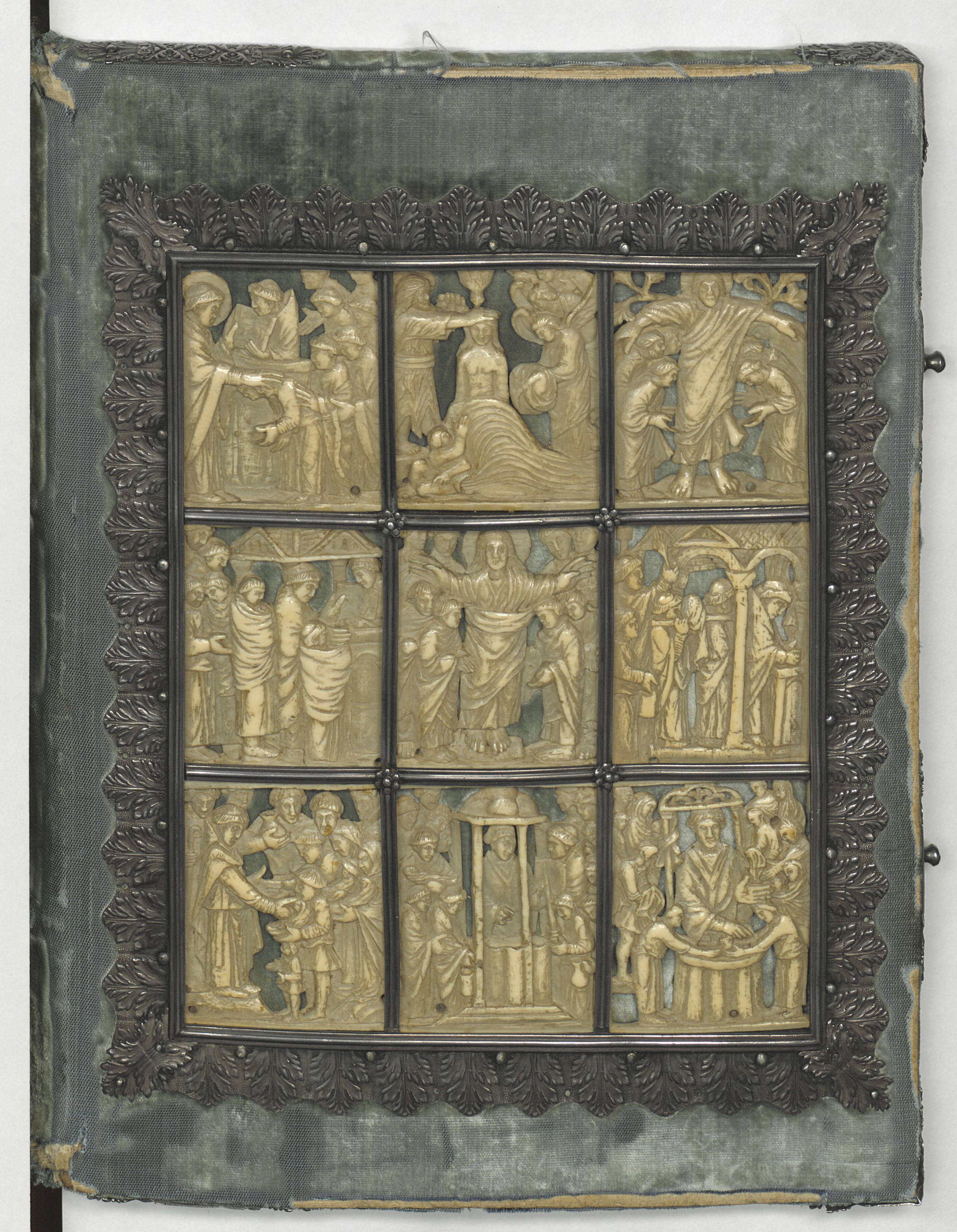
Elfenbeintafeln des Drogo-Sakramentars

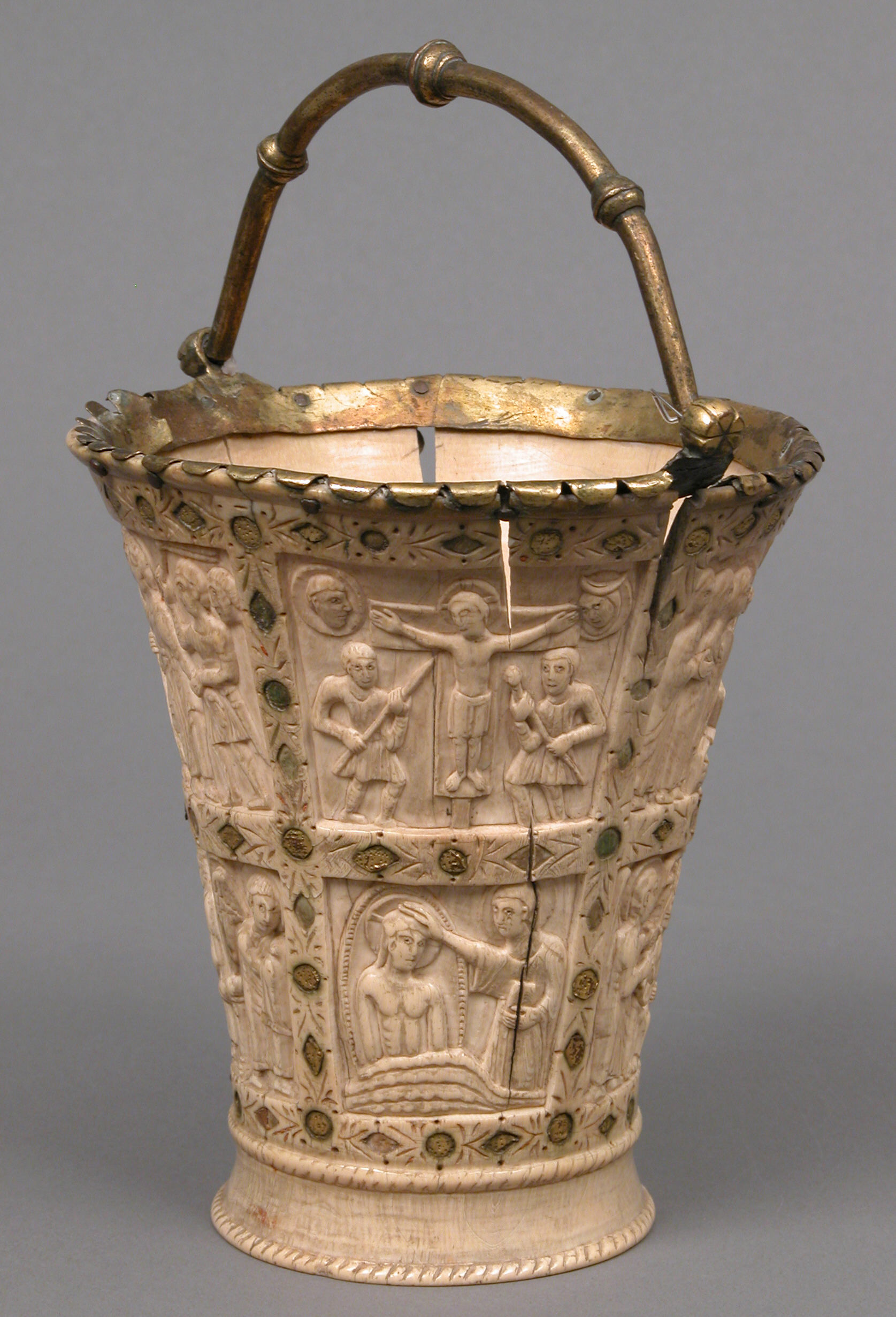
Aus Elfenbein hergestellte Situla (ca. 860–880)

### Elfenbeinarbeiten an der Schule von Metz
Die Elfenbeinarbeiten der Schule von Metz sind geprägt von vielteiligen, szenisch gedrängten Darstellungen, und mehrschichtigen Reliefbildern aus Silber- und Goldblech.
Ein bis in das 10. Jahrhundert zu verfolgendes beliebtes Motiv ist das der Kreuzigung.
Eine Reihe wichtiger Elfenbeinarbeiten, im Zusammenhang mit den zugehörigen Handschriften, lassen sich der Schule von Metz zuweisen, beispielsweise das Sakramentar des Erzbischofs Drogo. Das Drogo-Sakramentar zeichnet sich durch durchbrochen gearbeitete kleine Reliefs mit Szenen aus dem Leben Christi aus, die sich allesamt auf den Text des Sakramentars beziehen. Im Gegensatz zur Hofschule Karls des Großen weisen sie jedoch eine deutlich malerischere und flachere Behandlung und größere szenische Geschlossenheit auf. Die Metzer Schule, die sich viel an frühchristlichen Vorbildern bediente, zeichnet sich im Gegensatz zur Hofschule Karls des Großen auch noch durch kleinere Figuren und das Zusammenspiel von Licht und Schatten aus.
Außerdem lässt die Schule von Metz die antikisierenden Elemente mehr und mehr verschwinden.

### Kunst unter Karl dem Kahlen

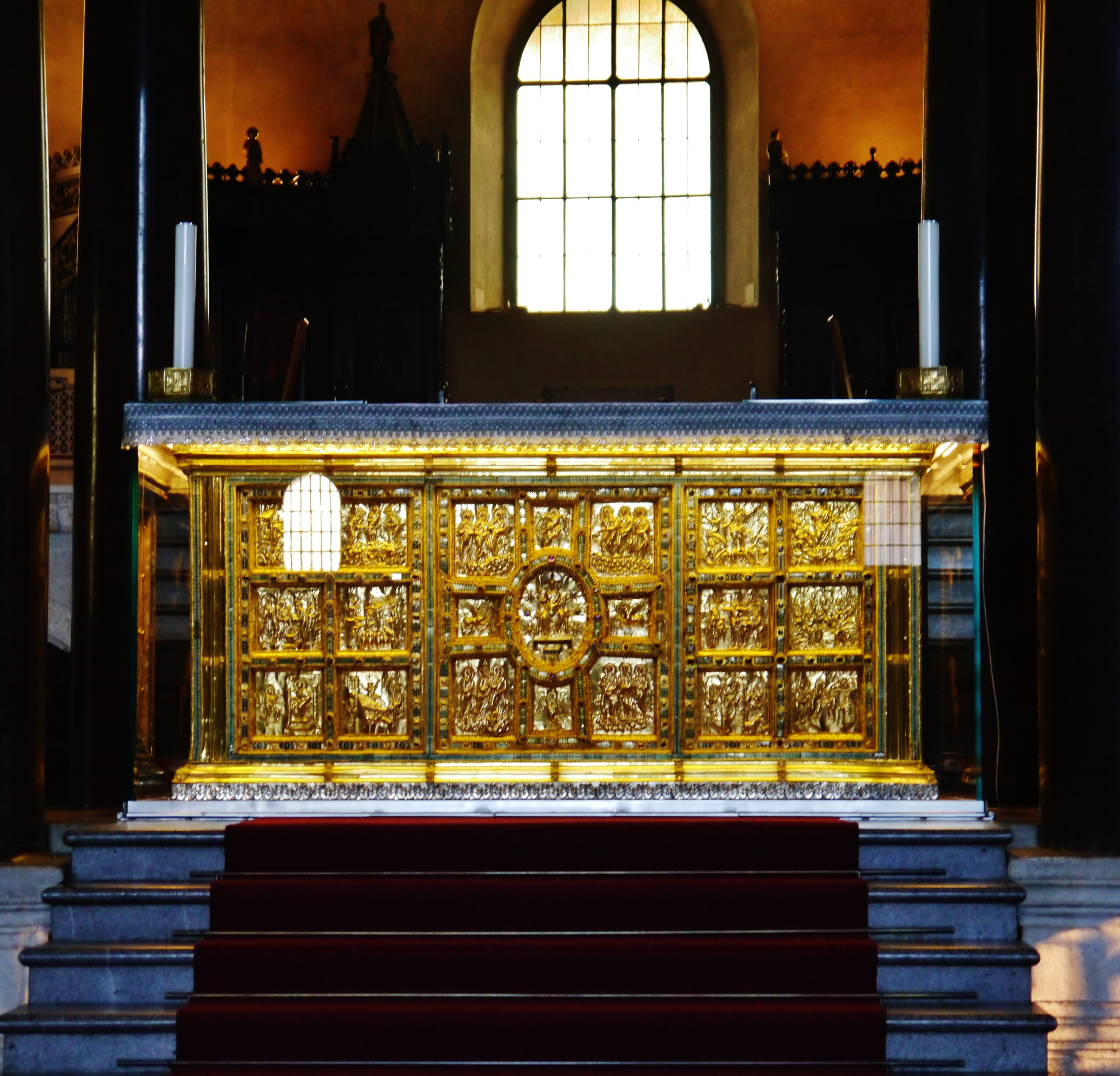
Goldaltar von Sant’Ambrogio

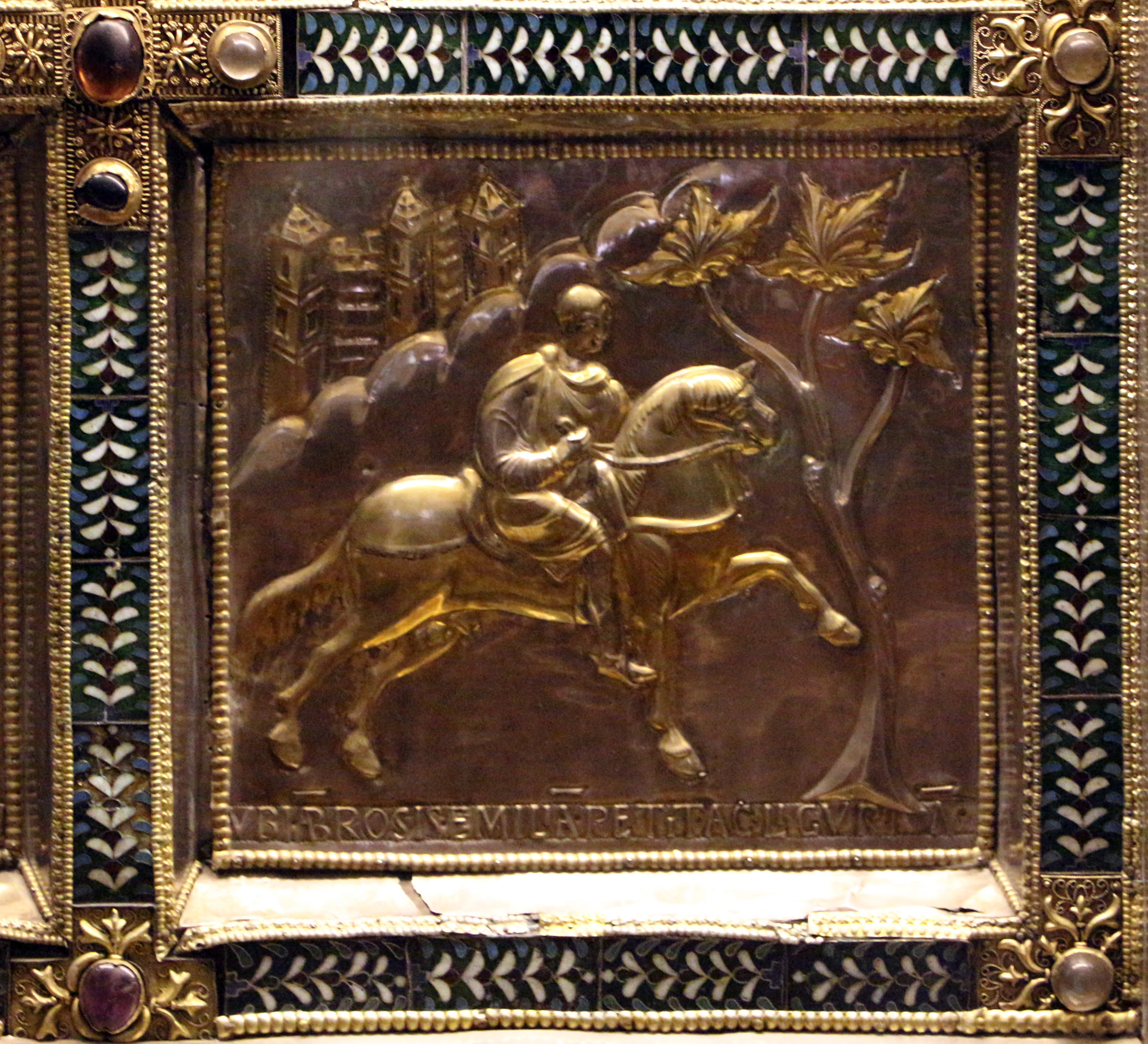
Nahaufnahme eines der Rechtecke des Goldaltars von Sant’Ambrogio

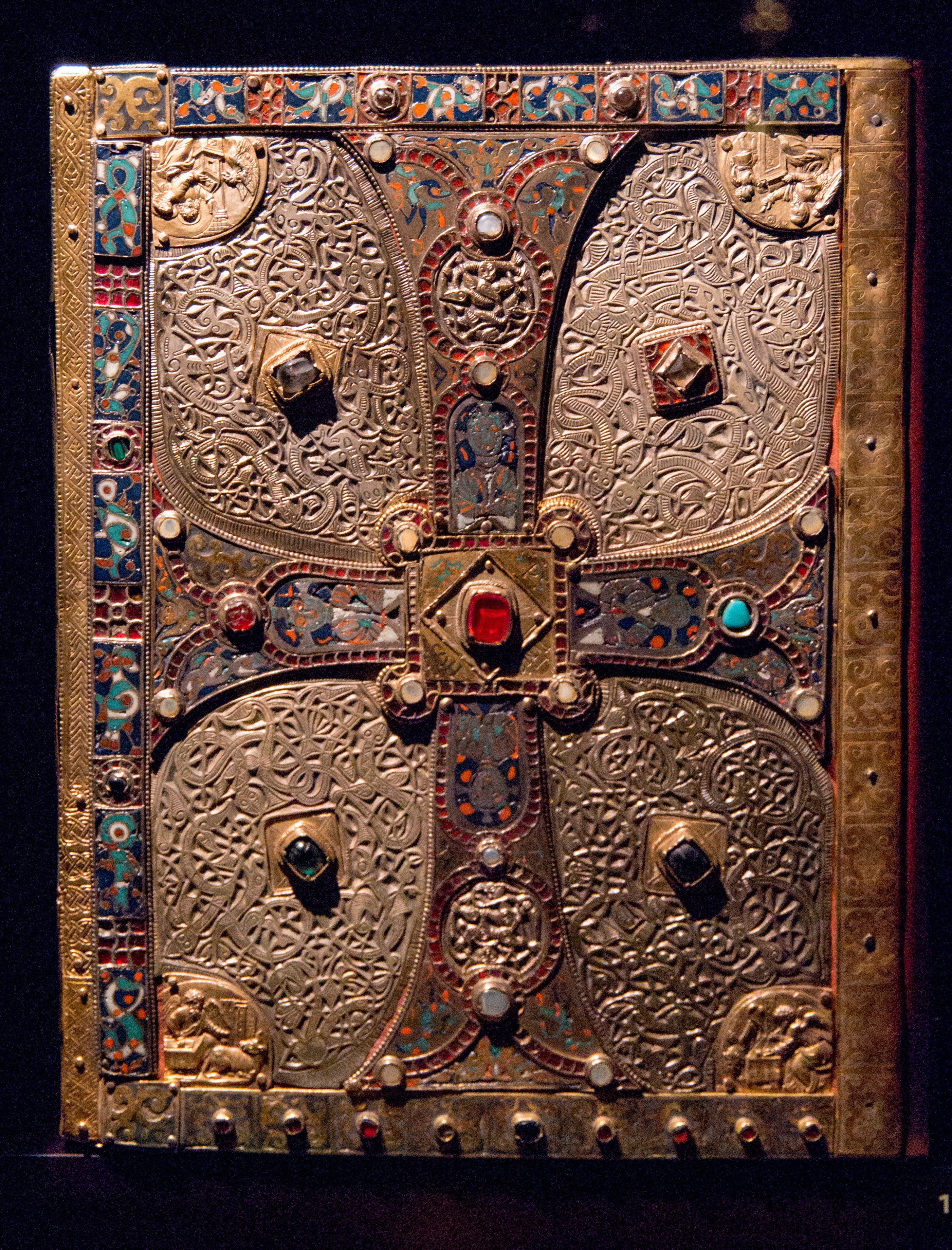
Deckel des Lindauer Evangeliars

Unter der Herrschaft Karls des Kahlen (843–877) entstanden in den von ihm betreuten Klosterwerkstätten (Corbie, Reims, Saint-Denis) etliche Prunkhandschriften und Goldschmiedearbeiten. Diese verdeutlichen, dass er, ebenso wie Karl der Große, die Kunst zur Mehrung seiner königlichen Würde nutzte. Die Schule von Saint-Denis wurde so berühmt für ihre Goldschmiedearbeiten, dass man dort auch Mönche anderer Klöster ausbildete. Ihr Einfluss reichte sogar bis nach Winchester. Der Stil dieser Schule lässt sich als eklektisch beschreiben, der noch stark die Einflüsse Karls des Großen oder den Klassizismus der Schule von Tours aufweist. Um die Jahrhundertmitte „überflügelt“ der Stil Karls des Kahlen jedoch die seiner Vorgänger: Im Vergleich zu vorher werden die Raumdarstellungen illusionistischer, die Figuren lebendiger und die Körperbildung klarer. Bald nach der Jahrhundertmitte ist der neue Stil unter Karl dem Kahlen voll entwickelt und findet sich in zahlreichen Arbeiten. Viele der Arbeiten aus dieser Zeit sind jedoch verloren.
Der Goldaltar von Sant’Ambrogio in Mailand (um 840) lässt sich als Auftakt dieser neuen Epoche unter Karl dem Kahlen verstehen. Auf der Vorderwand des Altars ist ein thronender Christus abgebildet, umgeben von zwanzig Rechtecken, die christologische Szenen darstellen. Auf der Rückseite sind Abbildungen aus dem Leben des heiligen Ambrosius. Die Schmalseiten werden von je einem Kreuz mit Engeln und Heiligen geschmückt. Eingerahmt sind die goldenen Reliefs mit schmalen Emailstreifen. Der Altar kann in die oberitalienisch-lombardische Kunst eingruppiert werden.

#### Elfenbeinarbeiten unter Karl dem Kahlen
Charakteristisch für die Elfenbeinarbeiten der Hofschule Karls des Kahlen ist der malerisch-impressionistische, fast vollplastische Stil. Besonders eindrucksvoll sind die Handschriften der Liuthardt-Gruppe, zu der unter anderem der Psalter Karls des Kahlen gehört. Die Illustrationen des Deckels kopieren die des Utrecht Psalters. Der Schnitzer setzte die Elfenbeinarbeiten in „genialer Weise“ um. Aufgeteilt ist der Deckel in vier Teile, in denen die abgebildeten Figuren in lebhafter Weise miteinander agieren. In der Hofschule Karls des Großen war eine hierarchische Darstellung der agierenden Figuren zu erkennen, die unter Karl dem Kahlen jedoch völlig aufgelöst und in Bewegung umgesetzt wird.
Zu den schönsten Schöpfungen aus der Zeit Karls des Kahlen zählt der Deckel des Perikopenbuches Heinrichs II. Abgebildet ist die Kreuzigungsszene mit den Frauen am Grab, die Auferstehungsszene, Sol und Luna auf Quadrigen und Okeanus, Gaia und Roma. Das Werk ist vermutlich um 870 in Saint-Denis entstanden und im 11. Jahrhundert wurde ein mit Edelsteinen und Emails verzierter Rahmen hinzugefügt.

#### Metallarbeiten unter Karl dem Kahlen
Den Elfenbeinarbeiten ebenbürtig sind die unter Karl dem Kahlen entstandenen Edelmetallarbeiten. Viele der Werke sind jedoch nicht mehr erhalten.
Der berühmte goldene Altarvorsatz der Abtei von Saint-Denis wurde gegen Ende des 15. Jahrhunderts auf einem franko-flämischen Gemälde festgehalten. In der Mitte des goldgetriebenen Reliefs befindet sich ein thronender Christus. Auf den Seitenfeldern stehen je zwei Heilige unter Arkaden, über denen Votivkronen zwischen Engeln hängen. Dahinter steht ein goldenes Kreuz.
Zu den drei bedeutendsten Stücken aus der Schule Karls des Kahlen zählen der jüngere Deckel des Lindauer Evangeliars, der Tragaltar König Arnulfs und der Deckel des Codex aureus von St. Emmeram, die stilistisch und technisch eine Gruppe bilden, die eine deutliche Weiterentwicklung des bisherigen Stils (vgl. die Arbeiten, die mit dem Utrecht-Psalter zusammenhängen) aufweisen. Besonders der Stil des Codex Aureus weist bereits stark auf die Kunst, die ab 900 etwa in Erscheinung tritt.

## Das Ende der karolingischen Kunst
Karl der Große starb im Jahre 814. Von seinen direkten Nachkommen Ludwig und Karl wurde die Renaissance der Künste zwar weitergeführt, die Karolingische Renaissance verlor jedoch zunehmend mehr an schöpferischer Kraft nach dem Ableben Karls des Kahlen im Jahre 877.
Der Großteil der Werkstätten musste ihre Tätigkeiten in den kommenden Jahren einstellen. In den Jahren zwischen 879 und 882 begannen die ersten Angriffe und Belagerungen durch die Normannen. Die zunehmende Bedrohung durch die Normannen sowie innere Streitigkeiten im Reichsgebiet führten zu Auflösungen der Werkstätten beziehungsweise zur Flucht der ansässigen Mönche. Viele wichtige Werke und Bauten wurden durch die Normannen zerstört.
Erst am Hof der Ottonen (ab etwa 919) förderte man die Künste wieder in Manier der Hofschule Karls des Großen. Dort wurde eine vergleichbare Qualität der Kunstwerke erreicht und teilweise sogar gesteigert.
Die Gründe für die wenigen greifbaren Beweise der karolingischen Kunst sind nicht nur die bereits erwähnten Zerstörungen durch die Normannen. Im Zuge der Französischen Revolution wurden etliche Goldschmiedearbeiten, teilweise mit Edelsteinen verziert und hauptsächlich aus kirchlichem Umfeld stammenden, eingeschmolzen.